# 2010 a sportban
2010 fontosabb eseményei a sportban a következők:

## Események

### Január

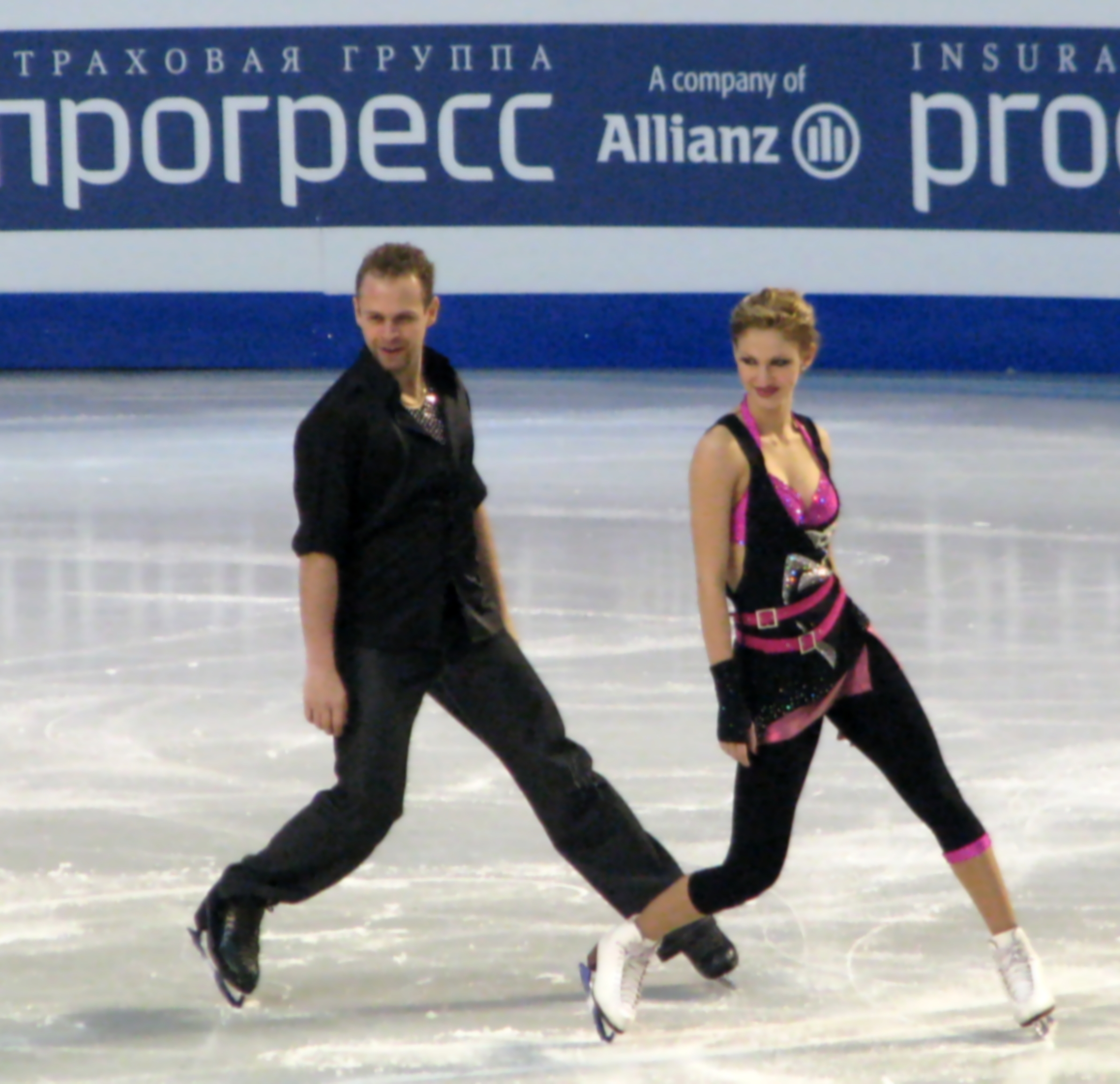
Hoffmann Nóra, Zavozin Makszim jégtáncpáros a tallinni műkorcsolya-Eb-n

- január 8. – Megtámadják az Afrikai nemzetek kupájára igyekvő togói válogatott csapatbuszát a kongói–angolai határon. A lövöldözésben az angolai buszsofőr, a csapat pályaedzője, illetve a sajtófőnöke életét veszti, a játékosok közül többen is megsérülnek. (Az incidens hatására a togóiak visszaléptek a tornától.)[1]
- január 9–10. – Gyorskorcsolya-Európa-bajnokság a norvégiai Hamarban.
- január 10. – Decsi Tamás aranyérmet szerez az iráni kardvívó-Világkupa-verseny döntőben.[2]
- január 18–24. – Az ausztriai Innsbruckban rendezik meg a bob-Európa-bajnokságot.
- január 18–24. – Tallinn (Észtország) ad otthont a műkorcsolya-Európa-bajnokságnak.[3]
- január 19. – A huszadik helyet szerzi meg a Hecht Victoria, Trefil Kristóf magyar műkorcsolyázó páros, miután a nyitónapon rövidprogramjukat 29,34 pontra értékelték a bírák a Tallinnban zajló Európa-bajnokságon. Mivel a magyar duó nem végzett a legjobb 16 között, így kiesett a versenyből.[4]
- január 19–31. – Férfi kézilabda-Európa-bajnokság Ausztriában.
- január 20. – Az orosz Juko Kavaguti, Alekszandr Szmirnov kettős nyeri meg a párosok versenyét a műkorcsolya-Európa-bajnokságon, az ezüstérmet a háromszoros Európa- és kétszeres világbajnok német Aliona Savchenko és Robin Szolkowy páros szerzi meg, míg a bronz a szintén orosz Marija Muhortova, Makszim Trankov duó nyakába kerül.[5]
- január 21. – Az olimpiai bajnok orosz Jevgenyij Pljuscsenko nyeri a férfiak versenyét az Észtországban zajló műkorcsolya-Európa-bajnokságon; az ezüstérmet a svájci világbajnok Stéphane Lambiel szerzi meg, míg a harmadik pozícióban a francia Brian Joubert végez. A magyar bajnok, Markó Márton – aki első alkalommal vett részt Európa-bajnokságon – előző nap 35,32 pontot kapott rövidprogramjára, s ezzel a 33. helyet sikerült megszereznie.[6]
- január 22. – A 10. helyen végez a Hoffmann Nóra, Zavozin Makszim jégtáncpáros 81,66 ponttal a műkorcsolya-Európa-bajnokságon; az aranyérmet a világbajnok orosz Okszana Domnyina, Makszim Sabalin kettős szerzi meg.[7]
- január 22–24. – A németországi Drezda ad otthont a rövidpályás gyorskorcsolya-Európa-bajnokságnak, ahol Heidum Bernadett egyéniben ezüstérmet szerez 1000 méteren, míg Huszár Erika az 500 méteres versenyszám fináléjában a harmadik helyen ér célba.[8]
- január 23–24. – A lettországi Sigulda rendezi a szánkó-Európa-bajnokságot, ahol a korábbi kenus, Pulai Imre a 33. helyen zárja a versenyt.[9]
- január 23. – Az észtországi Tallinnban rendezett műkorcsolya-Európa-bajnokságon Sebestyén Júlia a szabadprogramot követően a hatodik helyen végez. Az első helyen az olasz Carolina Kostner végez, az ezüstérmet a finn Laura Lepistö, a bronzérmet a grúz Elene Gedevanisvili szerzi meg. (Hadford Katherina a 31. helyen végez.)[10]
- január 24. – A magyar férfi párbajtőr-válogatott a második helyen végez a katari Grand Prix-viadalon, csakúgy, mint Szász Emese az egyéni versenyben.[11]
- január 25.
  - Leteszi a magyar állampolgársági esküt az orosz születésű Zavozin Makszim jégtáncos, Budapest II. kerületének polgármesteri hivatalában.[12]
  - Az ötödik helyen végez a magyar női párbajtőr-válogatott a katari Grand Prix-viadalon, Dohában.[11]

### Február

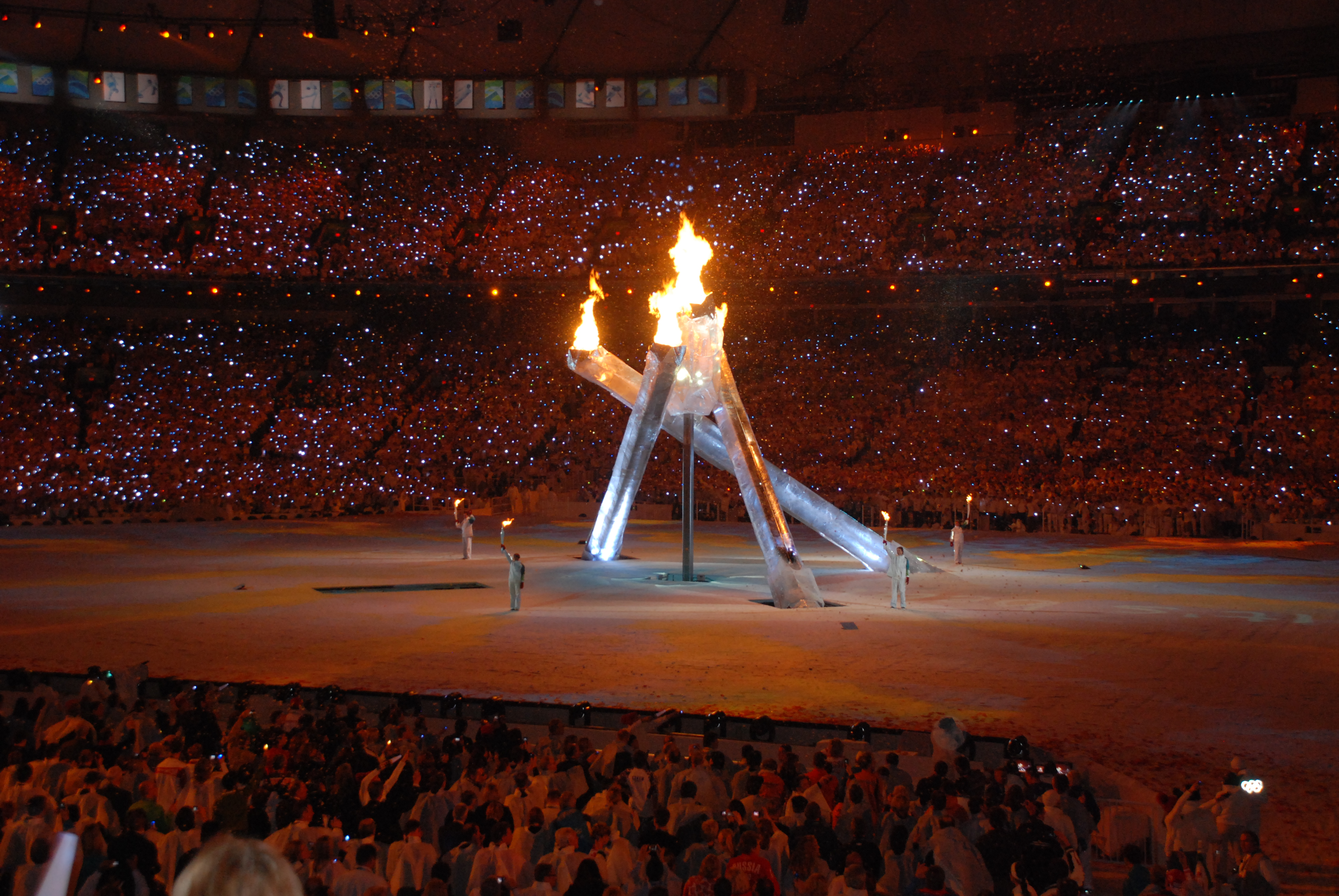
A XXI. Téli Olimpia megnyitó ünnepsége

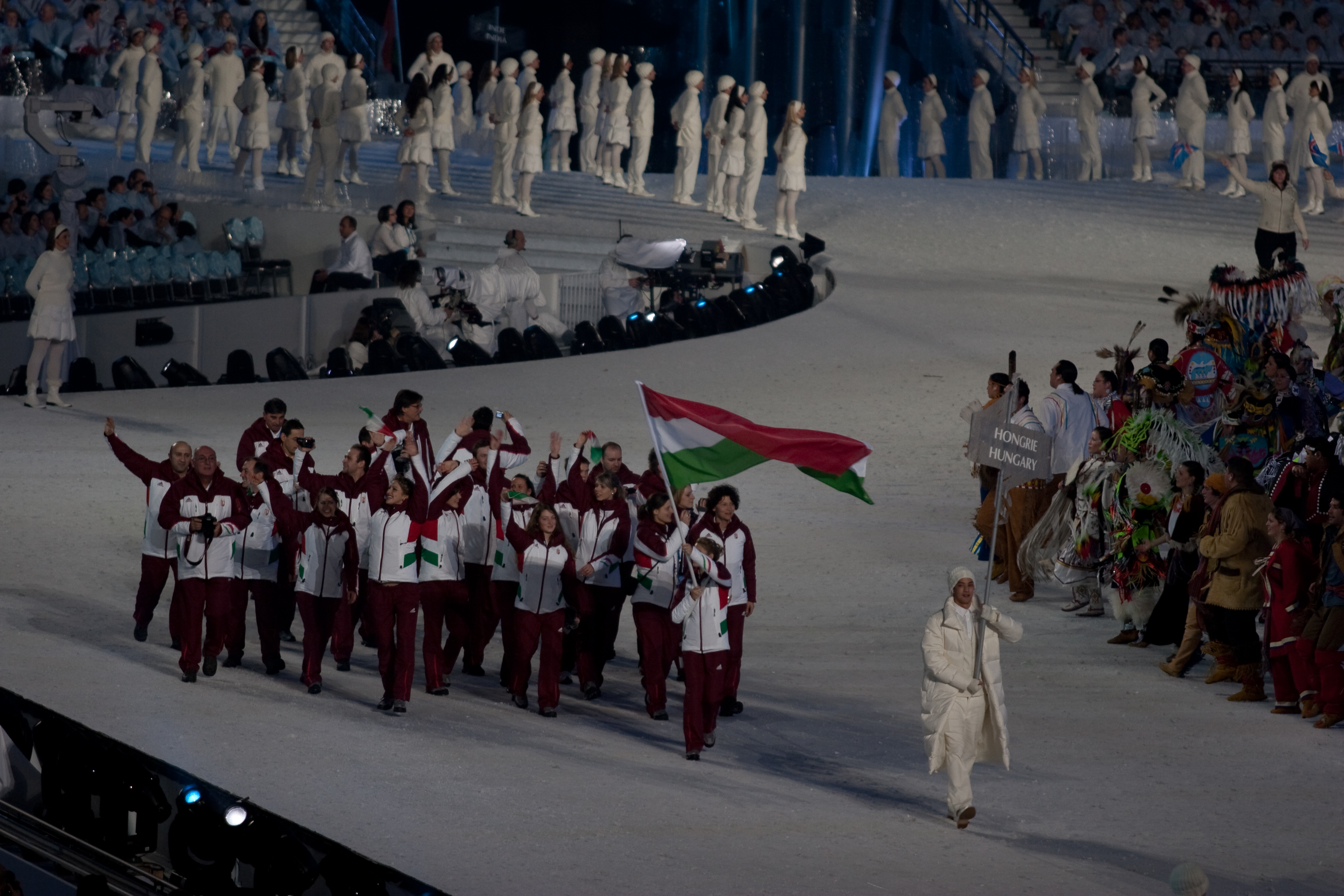
A magyar küldöttség bevonulása

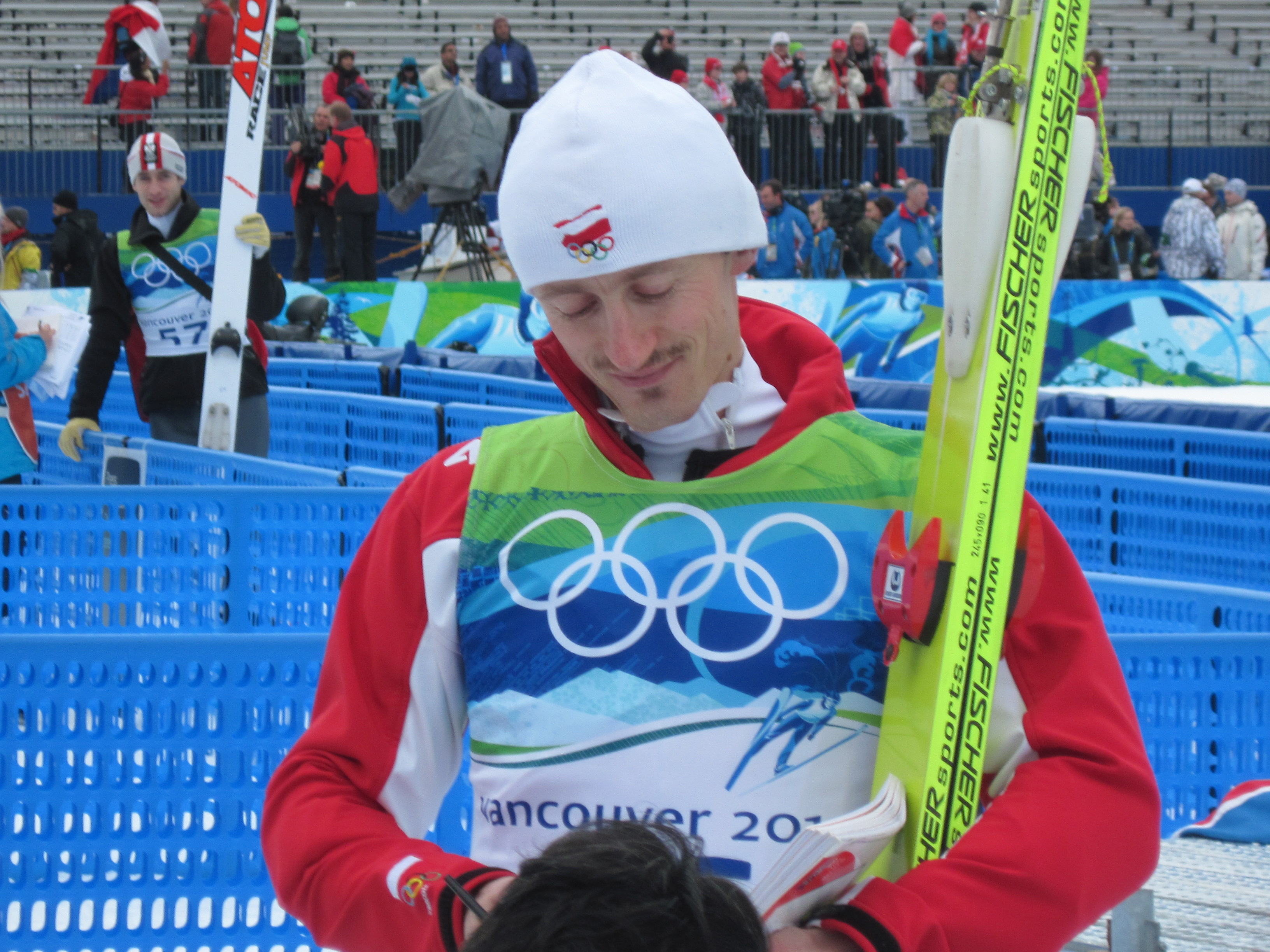
A síugrók egyéni középsánc-versenyének bronzérmese, Adam Małysz

A férfi sílövők 10 km-es versenyében a 9. helyen végző amerikai Jeremy Teela

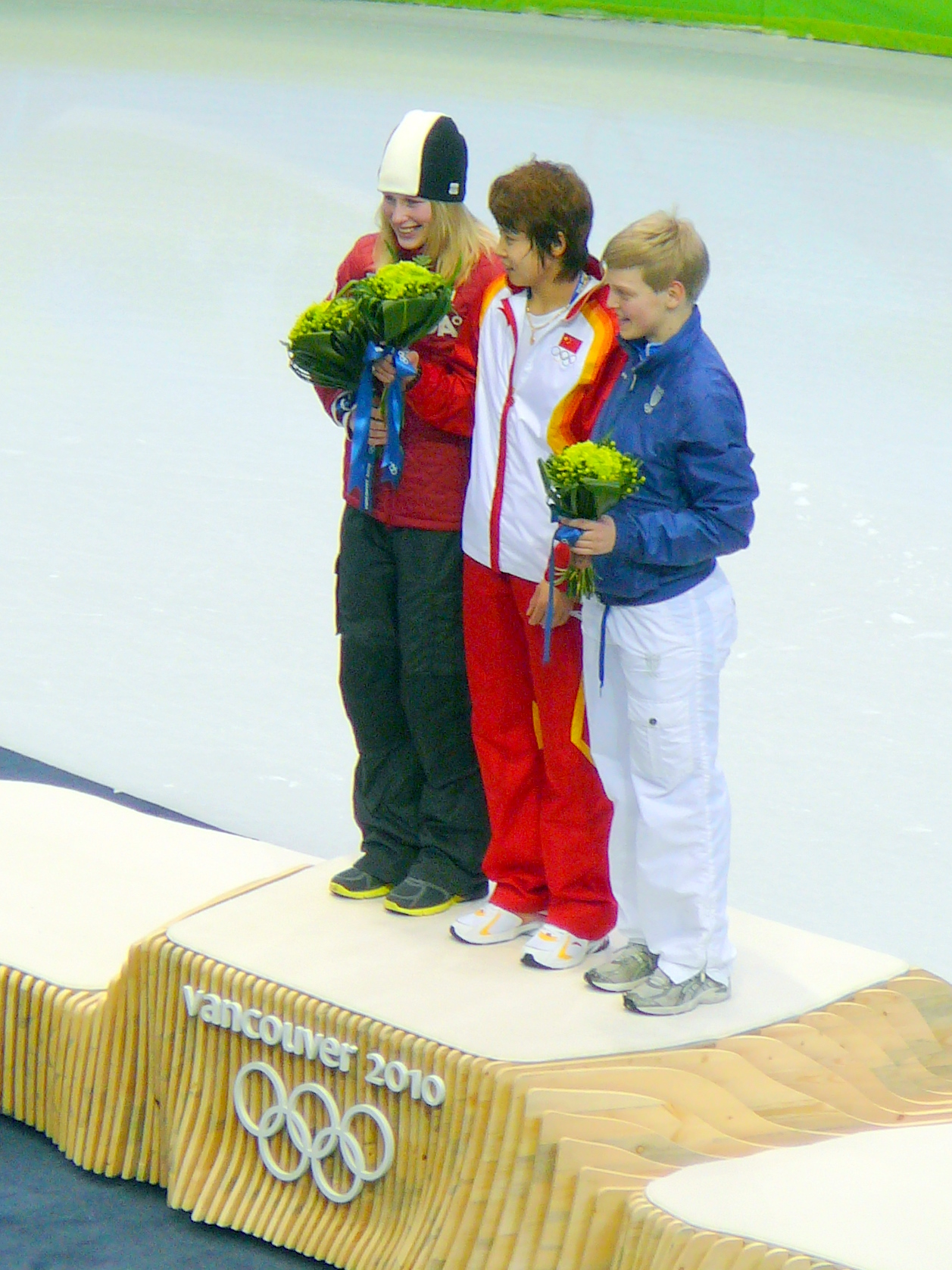
A női gyorskorcsolyázók 500 méteres versenyének győztesei

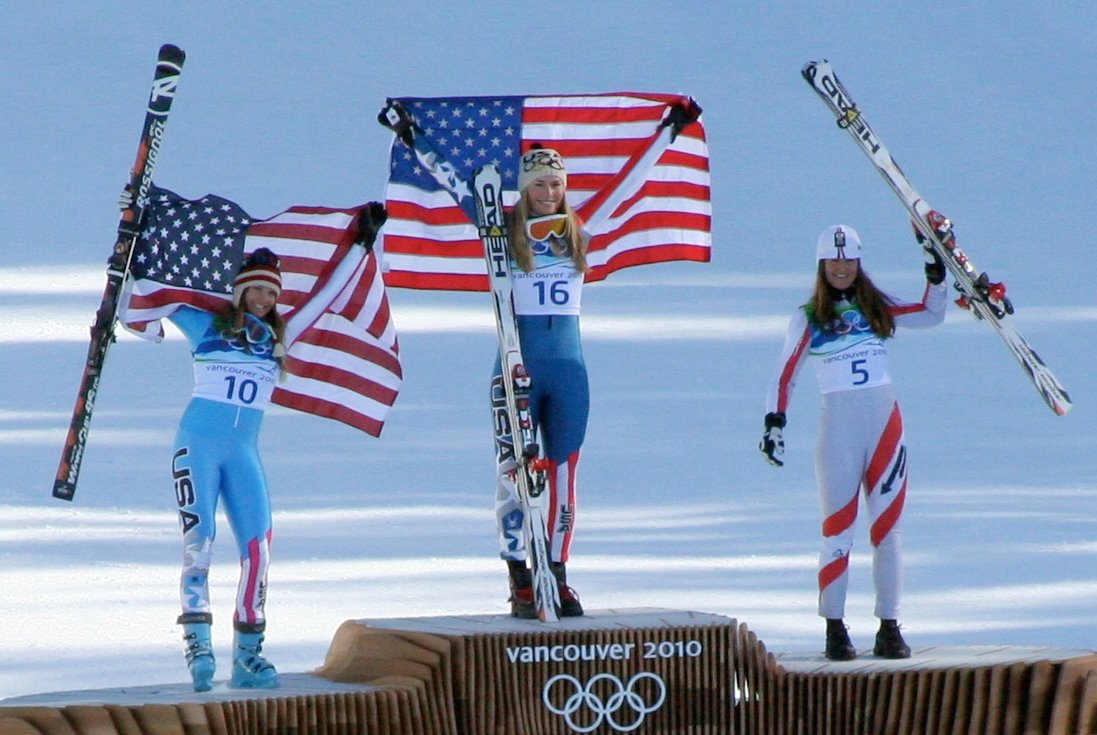
A női alpesi sízők versenyszámának győztesei

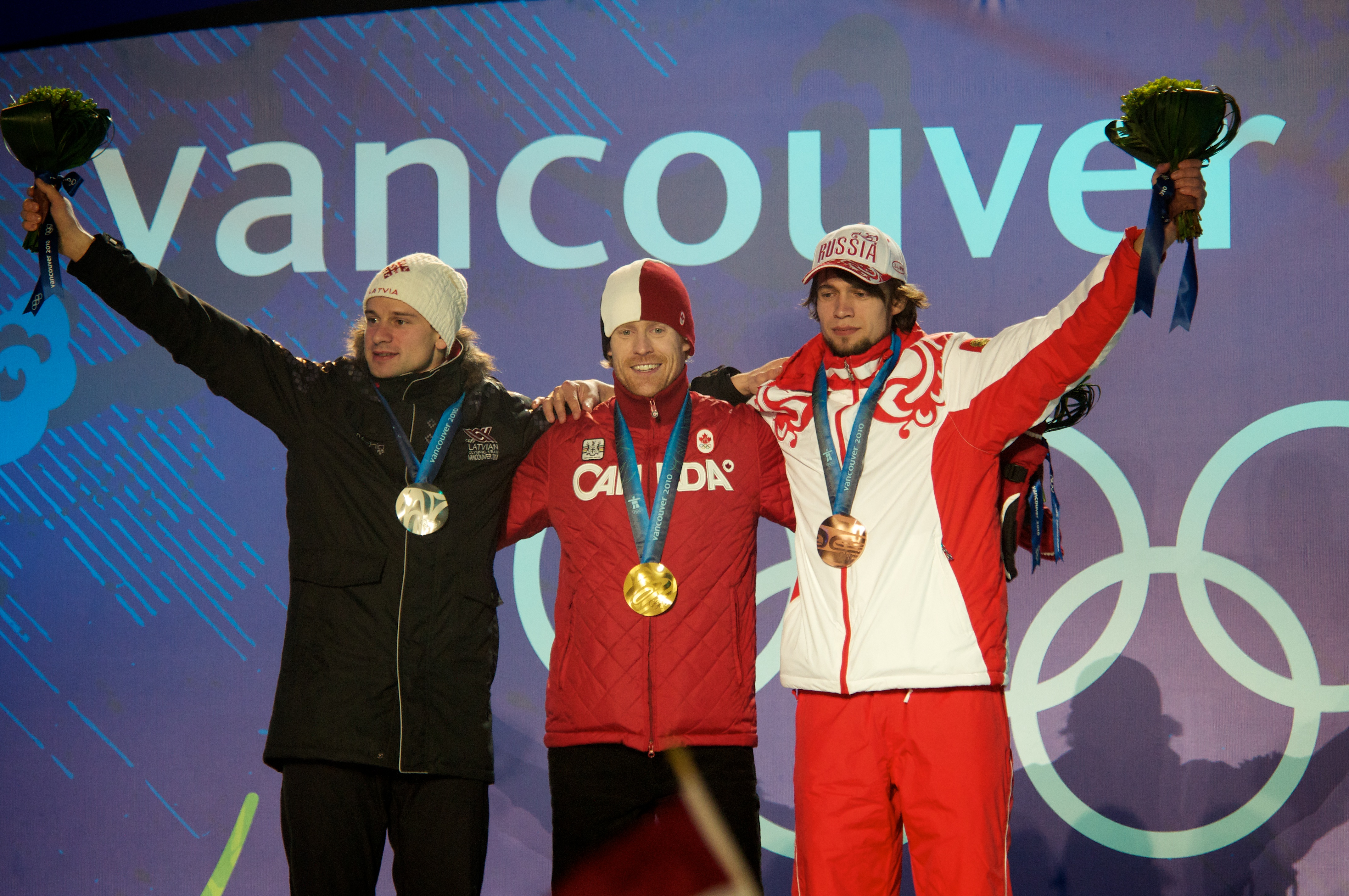
A férfi szkeleton érmesei

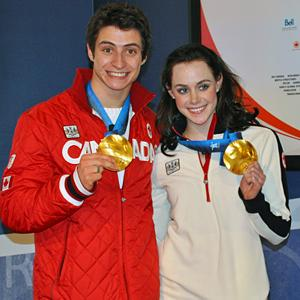
A jégtáncosok versenyének győztesei, Tessa Virtue és Scott Moir

- február 12–14. – A jászberényi műjégpályán rendezik meg a rövidpályás gyorskorcsolyázók diákolimpiáját.
- február 12–28. – A kanadai Vancouverben rendezik meg a 2010. évi téli olimpiai játékokat.
- február 13. – A vancouveri téli olimpián:
  - A síugrók egyéni középsáncversenyében a svájci Simon Ammann nyeri az aranyérmet, míg az ezüstérmet a lengyel Adam Małysz, a bronzérmet pedig az osztrák Gregor Schlierenzauer szerzi meg.[13]
  - Knoch Viktor a rövidpályás gyorskorcsolya férfi 1500 méteres selejtezőjében, összesítésben a 30. helyen végez, míg Darázs Péter az elődöntőben esik ki, mivel a 19. A nőknél az 500 méteres selejtezőben Huszár Erika kiesik, és nem jut be a negyeddöntőbe. (A férfi 1 500 méteren a koreai Li Dzsung Szu végez az első helyen, megelőzve a két amerikait, Apolo Anton Ohnót és J. R. Celskit.)[14]
  - A gyorskorcsolyázók férfi 5000 méteres versenyét holland Sven Kramer nyeri meg 6:14.60-as olimpiai csúccsal.[15]
  - A női sílövők 7,5 km-es sprintversenyében az orosz származású, szlovák színekben versenyző Anastasia Kuzminová (Anastasiya Kuzmina) végez az első helyen. (A romániai Tófalvi Éva a 14. helyet tudhatja magáénak.)[16]
- február 14.
  - Vass Dóra az első, míg Forray Fanni a második helyen végez a Sportkastélyban megrendezésre kerülő KFK Gracia Nemzetközi Ritmikus Gimnasztika Kupán.[17]
  - Bostonban, a Chras-B elnevezésű ergométeres világbajnokságon Varga Tamás új magyar csúccsal, 6:08.1-es idővel – saját rekordját megdöntve – ezüstérmet szerez.[18]
  - A vancouveri téli olimpián:
    - A férfi sílövők 10 km-es sprintversenyében az aranyérmet a francia Vincent Jay szerezi meg a norvég Emil Hegle Svendsen és a horvát Jakov Fak előtt. (Tagscherer Imre a 80. helyen zár.)[19]
    - A női gyorskorcsolyázók 3 000 méteres versenyét a cseh Martina Sáblíková nyeri meg, 4:02.53-as új pályacsúccsal. (Az ezüstérmes a német Stephanie Beckert, a bronzérmes pedig a kanadai Kristina Groves lett.)[20]
    - Az északi összetett versenyzők normálsáncversenyét az összetett világkupa éllovasa, a francia Jason Lamy-Chappuis nyeri.[21]
    - A német Felix Loch nyeri a férfiak együléses szánkóversenyét, honfitársa, David Möller és az előző két olimpia bajnoka, az olasz Armin Zöggeler előtt.[22]
    - A férfi síakrobaták mogul versenyszámában a kanadai Alexandre Bilodeau szerzi meg az aranyérmet.[23]
- február 15. – A vancouveri téli olimpián:
  - A női 10 kilométeres sífutásban a svéd Charlotte Kalla nyeri az aranyérmet, ugyanakkor a magyar Viczián Vera a 75. helyen végez.[24]
  - Férfi alpesi síben az aranyérmet a svájci Didier Défago szerzi meg az összetett világkupa címvédője, a norvég Aksel Lund Svindal és a négyszeres világbajnok amerikai Bode Miller előtt.[25]
  - A hódeszkások férfi krossz szakágában az aranyérmet a címvédő amerikai Seth Wescott nyeri a kanadai Mike Robertson és a francia Tony Ramoin előtt.[26]
  - A kínai Sen Hszüe, Csao Hong-po duó nyeri meg a műkorcsolyázók párosversenyét egy másik kínai kettős, a Pang Csing, Tung Csien páros előtt.[27]
  - A férfi gyorskorcsolyázók 500 méteres számának dobogójára a koreai Mo Thebom áll fel, maga mögé szorítva a két japánt, Nagasima Keiicsirót és Kato Dzsodzsit.[28]
  - A férfiak 15 kilométeres szabad stílusú versenyén – 33:36.3-as idővel – a svájci Dario Cologna szerzi meg az első helyet, az olasz Pietro Piller Cottrer és a cseh Lukáš Bauer előtt. (Tagscherer Zoltán hét és fél perces hátránnyal a 81. helyen végzett.)[29]
- február 16. – A vancouveri téli olimpián:
  - A női szánkósoknál a német Tatjana Hüfner szerzi meg az aranyérmet,[30] míg a 10 km-es üldözéses sílövészetet a szintén német Magdalena Neuner nyeri meg.[31]
  - A női hódeszkások krossz számában a kanadai Maëlle Ricker szerzi meg az első helyezést a francia Déborah Anthonioz és a svájci Olivia Nobs előtt.[32]
  - A férfi biatlonosok 12,5 km-es üldözéses viadalát a svéd Björn Ferry nyeri meg,[33] míg a női gyorskorcsolyázók 500 m-es küzdelmének első helyezését a dél-koreai Li Szang Hva szerzi meg.[34]
- február 17. – A vancouveri téli olimpián:
  - A férfi gyorskorcsolyázók 1000 méteres versenyén az amerikai Shani Davis végez az első helyen.[35] A női gyorskorcsolyázók 500 méteres versenyét a torinói olimpia bajnoka, a kínai Vang Meng nyeri,[36] ugyanakkor Knoch Viktor a férfi rövidpályás gyorskorcsolyázók 1000 méteres számában nem jut tovább a selejtezőfutamából, miután csak a harmadik helyen végez.[37]
  - A férfi hódeszkásoknál félcsőben nagy fölénnyel a címvédő amerikai Shaun White győz,[38] míg a férfi szánkósok páros versenyén a címvédő osztrák testvérek, Andreas és Wolfgang Linger  1:22.705-ös idővel állnak a dobogó felső fokára.[39]
  - A férfiak 1,4 km-es, klasszikus stílusú sífutását az orosz Nyikita Krjukov nyeri, a nők 1,2 km-es sprintversenyén a norvég Marit Björgen végez az első helyen.[40]
  - A női alpesi sízők versenyét az amerikai Linsay Vonn nyeri, megelőzve honfitársnőjét, a korábbi olimpiai bajnok Julia Mancusót és az osztrák Elisabeth Görglt. (A negyvenöt tagú mezőnynek tagja volt a magyar Berecz Anna is, aki a 35. helyen végzett. A romániai születésű Miklós Edit olyan súlyos sérülést szenvedett, hogy mentőhelikopterrel kellett elszállítani a pályáról.)[41]
- február 18. – A vancouveri téli olimpián:
  - Az amerikai világbajnok, Evan Lysacek diadalmaskodik a férfi műkorcsolyázók mezőnyében, megelőzve a címvédő Jevgenyij Pljuscsenkót és a japán Takahasi Daiszukét.[42]
  - Ausztrál győzelmet hoz a női hódeszkások félcsődöntője, mivel Torah Bright diadalmaskodik két amerikai versenyző, Hannah Teter és Kelly Clark előtt.[43]
  - A női gyorskorcsolyázók 1000 méteres versenyén a kanadai Christine Nesbitt végez az első helyen.[44]
  - A férfi sílövők 20 km-es versenyében az aranyérmet a norvég Emil Hegle Svendsen szerezi meg a holtversenyben ezüstérmes honfitársa, Ole Einar Bjørndalen és a fehérorosz Szergej Novikov előtt; ugyanakkor Tagscherer Imre – négy lövőhibával – a 82. helyen végez.[45] A nők 15 km-es egyéni indítású versenyén a norvég Tora Berger végez az első helyen.[46]
  - A női alpesi síelők szuperkombinációját a német Maria Riesch nyeri meg, míg Berecz Anna a 27. helyen ér célba.[47]
- február 19. – A vancouveri téli olimpián:
  - A kanadai Jon Montgomery szerzi meg a férfi szkeleton olimpiai bajnoki címet, miután a négy futamot követően hét századdal megelőzte a lett Martin Dukursot s a harmadik helyen végző orosz Alekszandr Tretyjakovot.[48] A nőknél az aranyérmet a brit Amy Williams szerzi meg két német versenyző, Kerstin Szymkowiak és Anja Huber előtt.[49]
  - A jégtáncosok kötelező táncát követően a Hoffmann Nóra, Zavozin Maxim magyar duó a 13. helyet szerzi meg.[50]
  - A női 15 kilométeres sífutásban az üldözéses versenyt a norvég Marit Björgen nyeri.[51]
  - A férfi alpesi síelők szuperóriás-műlesiklását a norvég Aksel Lund Svindal nyeri a két amerikai, Bode Miller és Andrew Weibrecht előtt.[52]
- február 20. – A vancouveri téli olimpián:
  - A női rövidpályás gyorskorcsolyázók 1500 méteres távján Huszár Erika a hatodik helyen végez. Az aranyérmet a kínai Csou Jang szerzi meg olimpiai csúccsal, két dél-koreai versenyző, Li Un Bjul és Pak Szung Hi előtt.[53]
  - A férfi gyorskorcsolyázók 1500 méteres versenyét a holland Mark Tuitert nyeri az amerikai Shani Davis és a norvég Havard Bökko előtt.[54] A dél-koreai Li Jung Szu nyeri az 1000 méteres férfi rövidpályás gyorskorcsolyázók küzdelmét, melyen Knoch Viktor a 21. helyen végez.[55]
  - A férfi sífutók 30 km-es üldözéses versenyében az aranyérmet a svéd Marcus Hellner szerzi meg a német Tobias Angerer és honfitársa, Johan Olsson előtt;[56] míg a férfi síugrók nagysánc egyéni versenyét a svájci Simon Ammann nyeri, maga mögé szorítva a lengyel Adam Małyszt és az osztrák Gregor Schlierenzauert.[57]
  - A nők alpesi sí szuperóriás-műlesiklását az osztrák Andrea Fischbacher nyeri.[58]
- február 21. – A vancouveri téli olimpián:
  - A férfi kettes bobok versenyét a német André Lange, Kevin Kuske kettős nyeri.[59]
  - A női gyorskorcsolyázók 1500 méteres számában a holland Ireen Wüst nyeri az aranyérmet.[60]
  - A női sílövők 12,5 km-es tömegrajtos versenyében az aranyérmet a német Magdalena Neuner szerzi meg;[61] a férfiak 15 km-es versenyszámát az orosz Jevgenyij Usztyugov nyeri.[62]
  - A svájci Michael Schmid szerzi meg az első helyet a férfi síkrosszosok versenyében, maga mögött hagyva az osztrák Andreas Mattet és a norvég Audun Grönvoldet.[63]
  - A férfi alpesi síelők szuperkombinációját az amerikai Bode Miller nyeri, aki három ezüst és egy bronz után szerzi meg első olimpiai bajnoki címét; az ezüstérmet a horvát Ivica Kostelić, a bronzérmet pedig a svájci Silvan Zurbriggen nyeri.[64]
- február 22. – A vancouveri téli olimpián:
  - A jégtáncosok versenyében a győzelmet a Tessa Virtue, Scott Moir kanadai kettős szerzi meg a Meryl Davis, Charlie White amerikai és az Okszana Domnyina, Makszim Sabalin orosz duó előtt. A magyar Hoffmann Nóra, Zavozin Makszim kettős a 13. helyen zár.[65]
  - A férfi sífutók csapatsprintversenyét az Öystein Pettersen, Petter Northug összeállítású norvég váltó szerzi meg a németek és az oroszok előtt;[66] míg a nőknél rendezett döntőt az Evi Sachenbacher-Stehle, Claudia Nystad összeállítású német csapat.[67]
- február 23. – A vancouveri téli olimpián:
  - A női műkorcsolyázók rövidprogramja után Sebestyén Júlia a 13. helyet szerzi meg.[68]
  - Az alpesi síelők férfi óriásműlesikló számát a svájci Carlo Janka nyeri, a magyar Bene Márton a 71. helyen végez.[69]
  - A síakrobatika női krossz szakágában az aranyérmet a kanadai Ashleigh McIvor szerzi meg a norvég Hedda Berntsen és a francia Marion Josserand előtt.[70]
  - A férfi gyorskorcsolyázók 10 000 méteres versenyszámát a dél-koreai Li Szung Hun nyeri 12:58.55-ös olimpiai csúccsal.[71]
  - A női sílövők 4x6 km-es váltóversenyén a Szvetlana Szlepcova, Anna Bogalij-Tyitovec, Olga Medvedceva, Olga Zajceva összeállítású orosz csapat végez.[72] Az északi összetett 4x5 km-es váltóversenyében az aranyérmet a Bernhard Gruber, David Kreiner, Felix Gottwald, Mario Stecher összeállítású osztrák együttes szerzi meg.[73]
- február 24. – A vancouveri téli olimpián:
  - A női alpesi sí óriás-műlesiklását a német Viktoria Rebensburg nyeri meg, aki az első futamban csak a hatodik volt.[74] A női síakrobatikában az ausztrál Lydia Lassila győz az ugrás döntőjében a két kínai, Nina Li és Csincsin Guo előtt.[75]
  - A női kettes bobok futamát a Kaillie Humphries, Heather Moyse összeállítású kanadai duó szerzi meg honfitársaik, Helen Upperton és Shelley-Ann Brown, illetve az amerikai Erin Pac és Elana Meyers előtt.[76]
  - A férfi rövidpályás gyorskorcsolyázók 500 méteres selejtezőjében Darázs Péter és Knoch Viktor kiesik;[77] ugyanakkor a nők 3000 méteres váltójának döntőjét – 4:06.610-es világcsúccsal – a kínai csapat szerzi meg a kanadai és az amerikai váltó előtt, míg az elsőként célba érkező dél-koreaiakat kizárják. (Ennek köszönhetően a B-döntőben a második helyen célba érő Huszár Erika, Heidum Bernadett, Darázs Rózsa, Keszler Andrea összeállítású magyar váltó egy hellyel előrelépett, az ötödik, pontszerző helyen végzett.)[78]
  - A női gyorskorcsolyázók 5000 méteres versenyszámát a 3000-en is győztes cseh Martina Sáblíková nyeri.[79]
  - A férfi sífutók 4x10 km-es váltóversenyét a Daniel Rickardsson, Johan Olsson, Anders Södergren, Marcus Hellner összeállítású svéd csapat nyeri a toronymagas esélyes norvégok és a csehek előtt.[80]
- február 25. – A vancouveri téli olimpián:
  - A női műkorcsolyázók küzdelmét a dél-koreai Kim Jona nyeri, megelőzve a japán Aszada Maót és a kanadai Joannie Rochette-et. A magyar színeket képviselő Sebestyén Júlia a 17. helyen zár.[81]
  - A férfi síakrobaták ugrás versenyszámának döntőjét a fehérorosz Alekszej Grisin nyeri az amerikai Jeret Peterson és a kínai Liu Csung-csing előtt.[82]
  - A női jégkorongtorna döntőjében az aranyérmet  Kanada válogatottja szerzi meg, miután 2–0-ra legyőzte az  Egyesült Államok csapatát.[83] A torna bronzmérkőzésén a finn válogatott hosszabbításban 3–2-re megveri a svédeket, és ezzel megszerzi a harmadik helyet.[84]
  - Az északi összetett egyéni Gundersen-nagysáncversenyt az amerikai Bill Demong nyeri meg honfitársa, Johnny Spillane, illetve a síugrásban élen végző osztrák Bernhard Gruber előtt.[85]
  - A női sífutók 4x5 km-es váltóversenyén az aranyérmet a Vibeke Skofterud, Therese Johaug, Kristin Størmer Steira, Marit Bjørgen összeállítású norvég csapat szerzi a német és a finn válogatott előtt.[86]
  - A női óriás-műlesiklás aranyérmét a német Viktoria Rebensburg szerzi meg, aki az első futamban csak a hatodik volt.[87]
- február 26. – A vancouveri téli olimpián:
  - A férfi sílövők 4x7,5 km-es váltóversenyét a Halvard Hanevold, Tarjei Bø, Emil Hegle Svendsen, Ole Einar Bjørndalen összeállítású norvég váltó nyeri az osztrákok és az oroszok előtt.[88]
  - A női curlingtorna 3. helyéért folyó mérkőzésén  Kína 12–6-ra veri  Svájc együttesét, s ezzel megszerzi a bronzérmet.[89]
  - Charles Hamelin révén kanadai aranyérem születik a rövidpályás gyorskorcsolyázók férfi 500 méteres számában,[90] a férfi 5000 méteres váltó döntőjében szintén Kanada szerzi meg az aranyérmet;[91] ugyanakkor a nőknél 1000 méteres távon a kínai Vang Meng ér be elsőként a célba.[92]
  - A női hódeszkások párhuzamos óriás-műlesiklás versenyszámát a holland Nicolien Sauerbreij nyeri.[93] A női alpesi sí műlesiklását a német Maria Riesch nyeri meg.[94]
- február 27. – A vancouveri téli olimpián:
  - A férfi jégkorong 3. helyéért folyó küzdelemben  Finnország 5–3-ra veri  Szlovákia csapatát, s ezzel megszerzi a bronzérmet.[95] A férfi curlingtorna aranyérmese  Kanada, miután 6–3-ra megveri  Norvégia együttesét.[96]
  - A férfi négyes bobok versenyét a Steven Holcomb, Steve Mesler, Curtis Tomasevicz, Justin Olsen összeállítású amerikai csapat nyeri, megelőzve Németországot és Kanadát.[97]
  - A női gyorskorcsolyázók csapatversenyét a Daniela Anschütz-Thoms, Stephanie Beckert, Katrin Mattscherodt alkotta német csapat nyeri Japán és Lengyelország előtt,[98] míg a férfiaknál a Mathieu Giroux, Lucas Makowsky, Denny Morrison felállású kanadai csapat.[99]
  - A férfi műlesiklás aranyérmét az első futamot megnyerő olasz Giuliano Razzoli szerzi meg a horvát Ivica Kostelić és a svéd André Myhrer előtt. (Bene Márton az első futamban kiesett.)[100]
  - A férfi hódeszkások párhuzamos óriás-műlesiklás versenyszámát a kanadai Jasey-Jay Anderson nyeri.[101]
  - A női sífutók 30 km-es klasszikus stílusú versenyszámát a lengyel Justyna Kowalczyk nyeri a norvég Marit Björgen és a finn Aino-Kaisa Saarinen előtt.[102]
- február 28. – Elkezdődik a 2010-es férfi gyeplabda-világbajnokság.

A vancouveri téli olimpián:
- -  Kanada hosszabbításban 3–2-re legyőzi az  Egyesült Államok csapatát a férfi jégkorongtorna döntőjében, így 2002 után ismét legyőzi riválisát az olimpiai fináléban, és megnyeri az aranyérmet.[103]
  - A férfi sífutók 50 km-es klasszikus stílusú versenyét a norvég Petter Northug nyeri. Az ezüstérmet a német Axel Teichmann szerzi meg, míg a harmadik helyen a svéd Johan Olsson ér célba.[104]

### Március

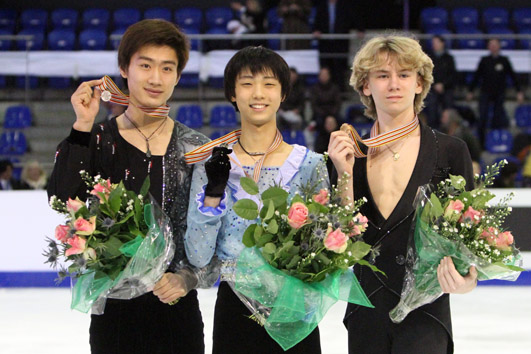
A 2010-es junior férfi világbajnokok:
Song Nan, Hanjú Juzuru és Artur Gacsinszkij

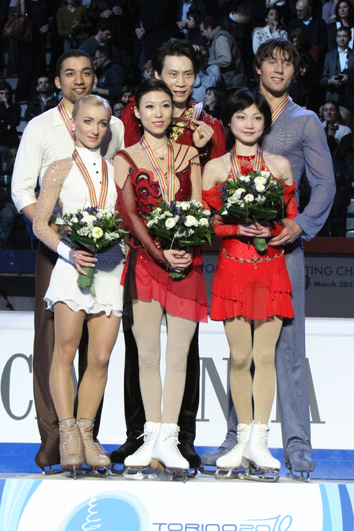
A 2010-es páros világbajnokok: Alena Szavcsenko, Robin Szolkowy, Pang Csing, Tung Csien, Yuko Kavaguti és Alekszandr Szmirnov

- március 5–7. – A II. magyar ritmikusgimnasztika-világkupa Debrecenben.[105]
- március 7–14. – Hágában rendezik a junior műkorcsolya- és jégtánc-világbajnokságot.[106]
- március 14. – A 44. alpesisí-világkupaidény zárónapja a németországi Garmisch-Partenkirchenben.
- március 20. – Szegeden rendezik a magyar jégtánc-utánpótlásbajnokságot.[107]
- március 20–21. – Bulgáriában rendezik a nemzetközi junior birkózóversenyt. (A kötöttfogás 60 kg-jában Kozák István és 66 kg-ban Szabó László a dobogó legfelső fokára állhatott, a 120 kg-osok kategóriájában Lám Bálint, Rizmajer György a 96 kg-ban ezüstérmet szerzett, míg Hlavati Dániel 74 kg-ban végzett a harmadik helyen. Szabadfogásban 2 harmadik helyezést szereztek a magyarok Molnár József (55 kg) és Csercsics Richárd (120 kg) révén.)[108]
- március 22–28. – Torinóban rendezik meg a 100. műkorcsolya-világbajnokságot.[109] (A férfiaknál a japán Takahasi Dajszuke, míg a nőknél honfitársa, Aszada Mao szerzi meg az aranyérmet. A kanadai Tessa Virtue, Scott Moir jégtáncpáros végez az első helyen, ugyanakkor a párosoknál a kínai Pang Csing, Tung Csien duó szerzi meg a világbajnoki címet.)

### Április
- április 13–18. – Az azeri fővárosban, Bakıban rendezik a birkózó-Európa-bajnokságot.[110]
- április 15. – Sastin Marianna bronzérmet szerez az 59 kg-osok kategóriájában a Bakıban zajló birkózó-Európa-bajnokságon.[111]
- április 17.
  - Az angliai Sheffieldben kerül megrendezésre a 2010-es snooker-világbajnokság.
  - Módos Péter az 55 kg-osok kategóriájában, Lőrincz Tamás 66 kg-ban, Bácsi Péter pedig 74 kg-ban szerez bronzérmet a kötöttfogásúak között Bakıban a birkózó-Eb-n.[112]
- április 21–25. – Birminghamben kerül megrendezésre a férfi torna-Európa-bajnokság, ahol Berki Krisztián – csuklósérülése miatt – nem jut a döntőbe, ugyanakkor Vágner Levente a juniorok egyéni összetett fináléjában a 15. helyet szerzi meg.[113] A Berki Krisztián, Hidvégi Vid, Rácz Attila, Czingli László és Marján Péter alkotta férfi tornászválogatott a 8. helyen végez holtversenyben a görögökkel, akik jobb teljesítményük miatt csapatdöntőbe kerülnek. Hidvégi Vid a döntő 8. helyét szerzi meg lólengésben.[114]
- április 22–25. – A bécsi cselgáncs-Európa-bajnokságon a magyar csapat hét éremmel – két arannyal, három ezüsttel és két bronzzal – az éremtáblázat első helyén végez.[115] (Mészáros Anett a 70 kg-os,[116] Joó Abigél a 78 kg-os súlycsoportban végez az első helyen.[117] Ezüstérmet szerez Bor Barna a +100 kg-os,[118] Ungvári Miklós a 66 kg-os[119] és Csernoviczki Éva a 48 kg-os súlycsoportban;[120] míg Ungvári Attila a 73 kg-os[121] és Karakas Hedvig az 57 kg-os súlycsoportban a harmadik helyen végez.[122])
- április 23. – Málagában, a spanyol nyílt úszóbajnokságon Verrasztó Dávid 400 méter vegyesen, Mutina Ágnes 200 méter gyorson, Molnár Ákos pedig egyéni csúcsát megközelítve, 1:01.63 perces eredménnyel 100 mellen végez az első helyen; ugyanakkor Jakabos Zsuzsanna ezüstérmet szerez 400 méter vegyesen.[123]
- április 24. – május 13. Sakkvilágbajnoki döntő Szófiában Visuvanádan Ánand és Veszelin Topalov között, amelyen Ánand megvédte világbajnoki címét.
- április 26. – Hidvégi Vid a pontszerző 5. helyet szerzi meg a férfi tornászok birminghami Európa-bajnokságán a lólengés fináléjában.[124]

### Május
- május 3. – A sheffieldi sznúker-világbajnokságot az ausztrál Neil Robertson nyeri, miután a 18 nyert frame-ig tartó döntőben 18–13 arányban nyer a skót Graeme Dott ellen.[125]
- május 14. – Elkezdődik a 2010-es IAAF Diamond League.
- május 22. – A Bajnokok Ligája madridi fináléjában az Internazionale Diego Milito duplájával 2–0-ra legyőzi a Bayern Münchent.[126]

### Június

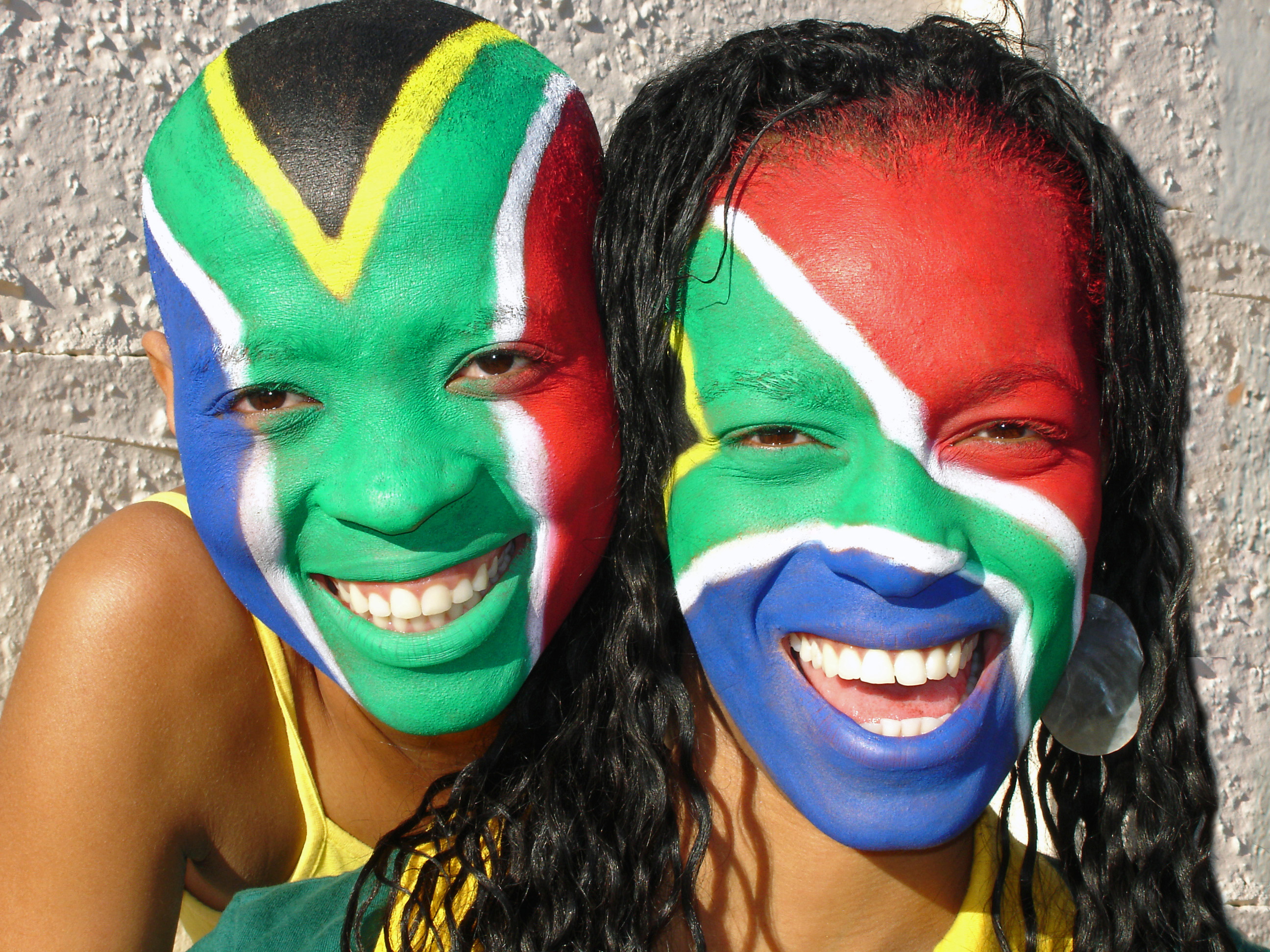
Dél-afrikai vb-s rajongók

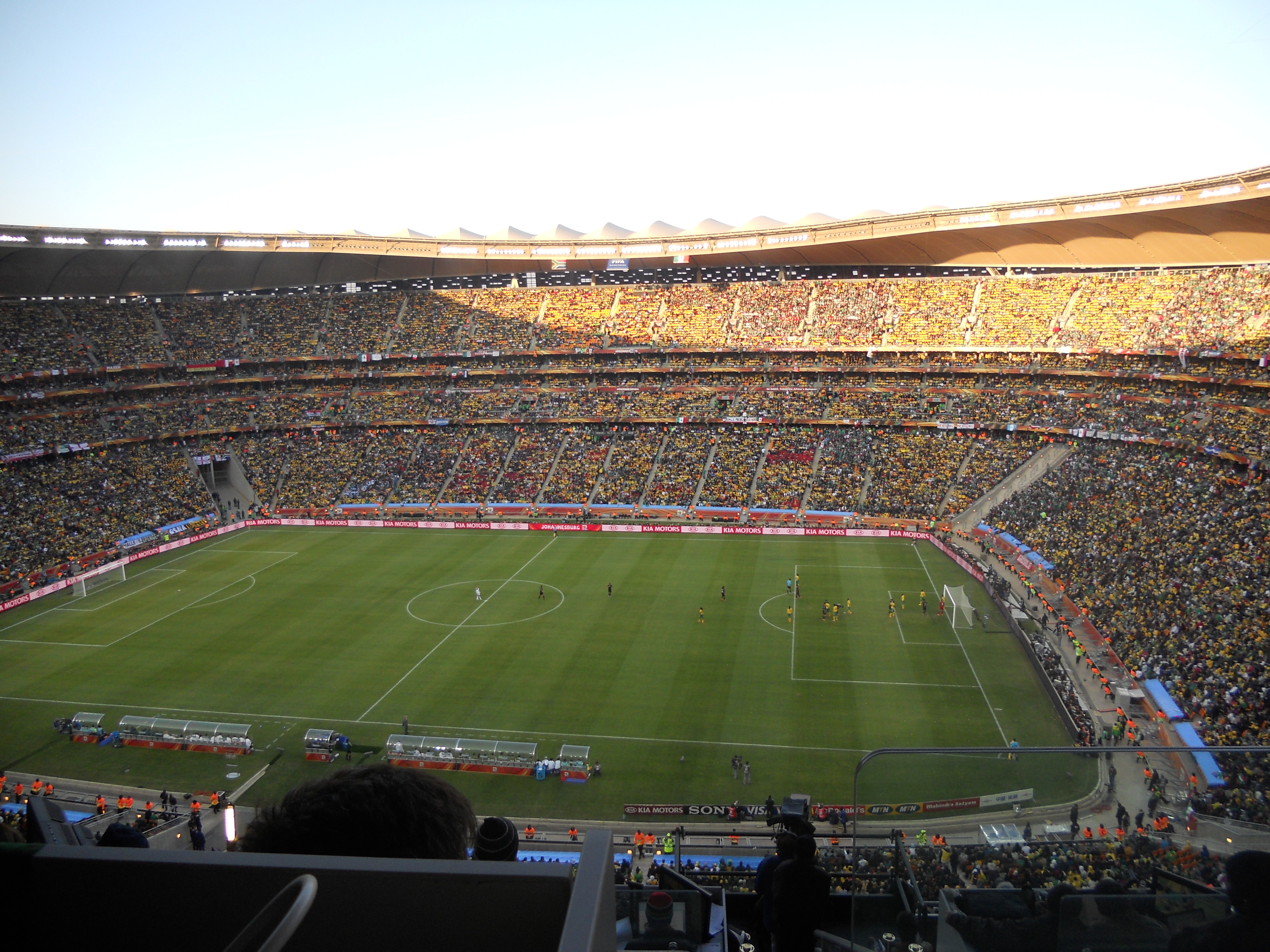
A Dél-Afrika–Mexikó nyitómérkőzés a Soccer Cityben

- június 4–13. – Moszkva ad otthont a férfiak amatőr ökölvívók kontinensbajnokságának,[127] ahol Darmos József a 91 kg-osoknál a 3. helyen,[128] míg Bacskai Balázs a 69 kg-osoknál az első helyen végez.[129]
- június 9. – A Chicago Blackhawks nyeri az NHL-t, miután a Stanley-kupa döntőjének 6. mérkőzésén hosszabbítás után 4–3-ra nyer a Philadelphia Flyers ellen. Ezzel összesítésben 4–2-re nyer a Chicago, amely 1961 után először nyeri meg a jégkorongligát.[130]
- június 11. – A Dél-afrikai Köztársaságban megrendezésre kerülő 19. labdarúgó világbajnokság nyitónapja, ahol elsőként a  Dél-afrikai Köztársaság csapata csap össze  Mexikó válogatottjával a johannesburgi Első Nemzeti Bank Stadionban. (A mérkőzés 1–1-es eredménnyel ért véget.)[131]
- június 12. – Az 57 kg-os Karakas Hedvig aranyérmet szerez a cselgáncsozók olimpiai kvalifikációs világkupa-sorozatának tallinni állomásán.[132]
- június 15. – Kassai Viktor vezeti – Erős Gábor és Vámos Tibor segítségével – a johannesburgi Ellis Parkban a Brazília–Koreai NDK mérkőzést a dél-afrikai labdarúgó-világbajnokságon.[133] ( Brazília –  Észak-Korea 2–1.)[134]
- június 17. – A címvédő Los Angeles Lakers nyeri az NBA 2009–2010-es szezonját, miután a döntő utolsó, hetedik mérkőzésén 83–79-re, összesítésben 4–3 arányban nyert a Boston Celtics ellen.[135]
- június 19–20. – A Margit-szigeti Széchy-uszodában rendezik a felnőtt mű- és toronyugró-bajnokság versenyeit.[136]
- június 22. – A csoportelső  Uruguay mellett a második helyen  Mexikó jut tovább a dél-afrikai világbajnokság A csoportjából a 16 közé. (A kvartett zárófordulójában az uruguayiak 1–0-ra nyertek. A rustenburgi találkozót Kassai Viktor vezette, segítői Erős Gábor és Vámos Tibor voltak.)[137]

### Július
- július 11. – A Dél-afrikai Köztársaságban megrendezett labdarúgó-világbajnokság zárónapja, mely  Spanyolország győzelmével ér véget. (Második helyen  Hollandia, míg a harmadik helyen  Németország végzett.)
- július 17–22. – Lipcse ad otthont a felnőtt vívó-Európa-bajnokságnak,[138] ahol a magyar női tőr-, valamint a férfi kardcsapat a hatodik helyen,[139] a női kardcsapat a negyedik helyen,[140] míg a férfi tőrcsapat az első helyen végez.[141]
- július 20–25. – IAAF junior világbajnokság a kanadai Monctonban.
- július 23. – Deák Nagy Marcell második helyen ér célba a kanadai Monctonban zajló junior atlétikai világbajnokság 400 méteres síkfutásában, ahol a távot 46.09 mp-es idővel teljesítette.[142]
- július 27. – A szabadtéri atlétikai Európa-bajnokság nyitónapja Barcelonában.
- július 30. – A harmadik helyet szerzi meg Kiss Dániel az atlétikai Európa-bajnokság 110 méteres gátfutásában. (A brit Andy Turner végez az első hely 13.28-cas idővel, míg a francia Garfield Darien másodikként ér célba.)[143]

### Augusztus
- augusztus 1. – A szabadtéri atlétikai Európa-bajnokság zárónapja a spanyolországi Barcelonában.
- augusztus 4–15. – Budapesten rendezik meg az úszó-Európa-bajnokságot.[144]
- augusztus 4.
  - A telki edzőközpontban megrendezett Nemzetközi Ifjúsági Tornán a magyar U17-es válogatott 3–1-re veri Belgiumot.[145]
  - A Balatonfüreden megrendezett hosszútávúszás férfi 10 km-es viadalát a német Thomas Lurz nyeri, míg a nők 5 km-es versenyszámában az orosz Jekatyerina Szeliversztova ér be elsőként a célba. (A férfiaknál Gercsák Csaba a 26., Kutasi Gergely a 34. helyen végez. A nőknél a 17. helyen Balogh Vanessza, a 19. helyen Csajági Tímea és a 21. helyen Prohászka Ágnes végez.)[146]
- augusztus 5.
  - Schmitt Pál megválasztott köztársasági elnök lemond MOB-elnöki tisztségéről, és a hazai olimpiai bizottság új vezetőjének megválasztásáig Molnár Zoltán főtitkárt bízta meg az elnöki tisztségből fakadó jogkör gyakorlásával.[147]
  - A diósdi Sportcentrumban megrendezett Nemzetközi Ifjúsági Tornán a magyar U17-es válogatott 1–1-es mérkőzést játszik Írországgal.[148]
  - Az úszó-Eb balatonfüredi viadalán a nők 10 km-es számát a holland Linsy Heister nyeri, míg Risztov Éva a 7., Prohászka Ágnes pedig a 26. helyen végez. A férfiak 5 km-ét az olasz Luca Ferretti nyeri, míg Batházi István 31-edikként ér célba.[149]
- augusztus 7–8. – Debrecen ad otthont a 115. országos atlétikai bajnokságnak.
- augusztus 9.
  - A budapesti úszó-Eb-n Kis Gergő 400 gyorson bronzérmet szerez a francia Yannick Agnel és a német Paul Biedermann mögött.[150]
  - Az úszó-Eb 400 méter vegyes női döntőjében a brit Hannah Miley végez az első helyen, Hosszú Katinka a második, Jakabos Zsuzsanna pedig a harmadik helyen zár.[151]
- augusztus 10.
  - A műugrás női 1 méteres döntőjében az olasz Tania Cagnotto szerzi meg az aranyérmet, megelőzve a svéd Anna Lindberget és az orosz Anasztaszja Pozdnyakovát. A magyar Barta Nóra a 9. helyet szerzi meg, míg Kormos Villő a selejtező 16. helyén végez.[152]
  - A budapesti úszó-Eb-n a férfi 100 m hát döntőjében a francia Camille Lacourt – elsőként „csodadressz” nélkül, 52.11-es Európa-csúccsal – nyer. A férfi 100 m mell döntőjében – 59.20-as Eb-csúccsal – a norvég Alexander Dale Oen szerzi meg az aranyérmet, míg Gyurta Dániel a 4. helyen ér célba. Férfi 50 m pillangóban a spanyol Rafael Muñoz Perez nyeri az aranyat.[153]
  - Az úszó-Eb női 200 m hát fináléjában a brit Elizabeth Simmonds diadalmaskodik, míg a nők 50 m pillangójában a svéd Therese Alshammar végez az első hely. A 100 m gyors elődöntőjéből Verrasztó Evelyn az 5. idővel kerül a döntőbe, azonban Mutina Ágnes nem jut tovább.[153]
- augusztus 11.
  - A magyar U21-es válogatott Zenicán – Németh Krisztián és Gosztonyi András góljaival – 2–0-ra veri a házigazda bosnyákokat.[154]
  - Cseh László – 1:57.73 perces Európa-bajnoki rekorddal – nyeri a 200 m férfi vegyesúszás döntőjét az úszó Európa-bajnokságon. A második helyen osztrák riválisa, Markus Rogan végez, míg Verrasztó Dávid – 2:00.72-es idővel – a 6. helyen ér célba.[155]
  - Az úszó-Eb férfi 200 m gyors döntőjében a német Paul Biedermann szerzi meg az aranyérmet, míg az 1500 m gyorson a francia Sébastien Rouault végez az első helyen. A 200 m mell középdöntőjét – 2:10.11-es idővel – Gyurta Dániel nyeri.[156]
  - A budapesti úszó-Eb-n a nők 100 m gyors fináléját az angol Francesca Halsall nyeri, míg 100 m mellen az orosz Julija Jefimova szerzi meg az aranyérmet.[156]
  - Az ukrán Illja Kvasa nyeri a férfi műugrók 1 méteres versenyét a Margit-szigeti Európa-bajnokságon a német Patrick Hausding és a spanyol Javier Illana előtt. (A két magyar induló, Hajnal András és Kelemen Tamás a selejtezőből nem jutott be a 12-es fináléba: előbbi a 16., utóbbi a 26. helyen végzett.)[157]
- augusztus 12.
  - A francia Camille Lacourt – 24.07-es Európa-bajnoki csúccsal – aranyérmet szerez az 50 méteres férfi hátúszás döntőjében a budapesti úszó-Európa-bajnokságon.[158] A 200 méteres mellúszás döntőjében Gyurta Dániel,[159] 200 méter pillangóban a lengyel Pawel Korzeniowski nyer aranyérmet.[160]
  - A nők 800 méteres gyorsúszásának döntőjében – a budapesti úszó-Európa-bajnokságon – a dán Lotte Friis, 100 méter háton a brit Gemma Spofforth végez az első helyen. A 200 méter vegyes döntőse – 2:10.09-es idővel – Hosszú Katinka, míg Verrasztó Evelyn – 2:10.10-es idővel – másodikként ér célba. A Mutina Ágnes, Dara Eszter, Hosszú Katinka, Verrasztó Evelyn összeállítású 4x200 méteres gyorsváltó – a francia és a brit csapatot megelőzve – elsőként ér célba.[161] A Nemzeti Sport címlapjain

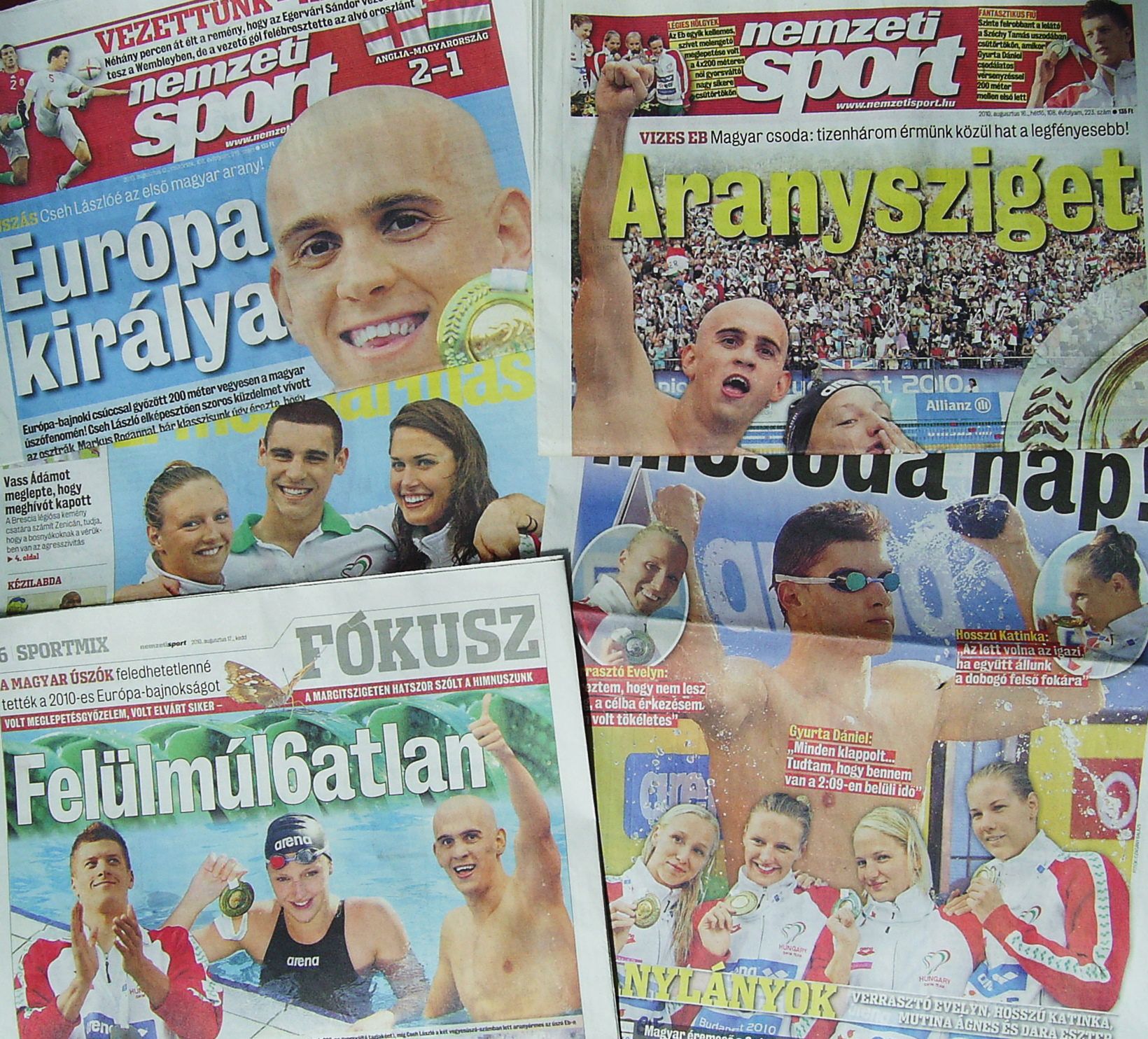
A Nemzeti Sport címlapjain

  - Illja Kvasa és Olekszij Prigorov révén ukrán siker születik a férfiak 3 m-es szinkronműugró számában a margitszigeti Európa-bajnokságon,[162] míg a női toronyugrás számát a német Christin Steuer nyeri, megelőzve a magyar származású, olasz színekben versenyző Bátki Noémit.[163]
- augusztus 13.
  - Az olimpiai bajnok magyar férfi vízilabda-válogatott 11–9-es vereséget szenved a román csapattól a spanyolországi Portugaletében zajló felkészülési torna nyitónapján.[164]
  - A címvédő francia Alain Bernard győz a férfi 100 méteres gyorsúszás fináléjában a budapesti úszó-Eb-n.[165] Kis Gergő a negyedik, Gyurta Gergely a nyolcadik helyen zár a 800 méteres férfi gyorsúszás döntőjében, míg az aranyérmet a francia Sébastien Rouault szerezi meg.[166]
  - Az orosz Anasztaszja Csajun nyeri a 200 méteres női mellúszás döntőjét a budapesti úszó-Eb-n.[167] Dara Eszter holtversenyben a hatodik helyen végez. 100 m pillangón a francia Aurore Mongel, míg a svéd címvédő – 57.32 mp-s idővel – elsőként ér célba.[168]
  - A német Patrick Hausding győzelmével ér véget a férfi műugrók 3 m-es versenyének döntője a budapesti úszó-Európa-bajnokságon.[169] A selejtezőben – a 31 induló közül – Turi Marcell a 27., Kelemen Tamás pedig a 30. helyen végez.[170] A női szinkrontoronyugró számában a német Christin Steuer, Nora Subschinski páros végez az első helyen, míg a Reisinger Zsófia, Kormos Villő duó a hatodik helyet szerzi meg.[171]
- augusztus 14.
  - A magyar férfi vízilabda-válogatott 9–8-as vereséget szenved a spanyolországi felkészülési tornán Montenegrótól.[172]
  - Az orosz Sztanyiszlav Donyec 1:57.18-as idővel nyeri meg a 200 méteres férfi hátúszás fináléját a budapesti úszó-Európa-bajnokságon, az 50 méteres férfi mellúszás aranyérmét az olasz Fabio Scozzoli szerzi meg 27.38-as idővel,[173] míg a 100 méteres férfi pillangóúszás döntőjében az orosz Jevgenyij Korotyiskin végez az első helyen.[174]
  - A magyar Kozma Dominik, Gercsák Balázs, Kovács Norbert, Nagy Péter összeállítású férfi 4x200 m-es gyorsváltónak nem sikerül bejutnia a döntőbe,[175] ahol Oroszország csapata szerzi meg az aranyérmet, 7:15.52-es idővel.[176]
  - Az olasz Federica Pellegrini 1:55.45-ös idővel nyeri a 200 méteres női gyorsúszás döntőjét az úszó-Eb-n,[177] az 50 méteres női hátúszás aranyérmét a fehérorosz Aljakszandra Heraszimenija szerzi meg 27.64-es Európa-bajnoki csúccsal,[178] míg az 1500 méteres női gyorsúszás döntőjében a dán Lotte Friis végez az első helyen.[179]
  - A 10 méteres férfi szinkronugrás döntőjét a német Sascha Klein, Patrick Hausding páros nyeri, míg a nők 3 méteres fináléjában az orosz Nagyezsda Bazsina végez az első hely, megelőzve honfitársnőjét, Anasztaszija Pozdnyakovát. Barta Nóra 291,75 ponttal a harmadik helyet szerzi meg, míg Gondos Flóra a hetedik helyen végez.[180]
- augusztus 15.
  - A spanyolországi felkészülési torna zárónapján a magyar férfi vízilabda-válogatott döntetlent játszik a házigazda spanyolokkal.[181]
  - A francia Frédérick Bousquet nyeri a férfiak 50 méteres gyorsúszó számát a budapesti Európa-bajnokságon; a második helyen a svéd Stefan Nystrand, míg a harmadikon a szintén francia Fabien Gilot ér célba.[182]
  - Cseh László 4:10.95-tel az első, Verrasztó Dávid 4:12.96-tal a második helyen végez a 400 méteres férfi vegyesúszás döntőjében a hazai rendezésű vizes Európa-bajnokságon.[183]
  - A francia férfi 400 méteres vegyesváltó új Európa-bajnoki csúccsal nyeri meg a szám aranyérmét a budapesti kontinensviadalon. A Szilágyi Ádám, Gyurta Dániel, Hős Péter, Kozma Dominik összeállítású magyar négyes a nyolcadik helyen ér célba, de a német váltó kizárását követően végül a hetedik helyen zárt.[184] A női 4x100 méteres vegyes váltót 3:59.72-es idővel a brit Gemma Spofforth, Kate Haywood, Francesca Halsall, Amy Smith összetételű csapat nyeri, megelőzve Svédország és Németország együttesét.[185]
  - A svéd Therese Alshammar nyeri a női 50 méteres gyorsúszást a budapesti Európa-bajnokságon; a második helyen a holland Hinkelien Schreuder, a harmadikon a brit Francesca Halsall ér célba.[186]
  - A brit Rebecca Adlington nyeri meg a női 400 méteres gyorsúszást a budapesti Európa-bajnokságon, míg a második helyen a francia Ophélie Cyriell Étienne, a harmadik helyen pedig a dán Lotte Friis végez.[187] 50 méter mellen az orosz Julija Jefimova szerzi meg az aranyérmet, megelőzve a brit Kate Haywoodot és a svéd Jennie Johanssont.[188]
  - A Budapesten zajló Európa-bajnokság női 200 méteres pillangóúszó számát 2:06.71-es idővel Hosszú Katinka nyeri meg Jakabos Zsuzsanna előtt, aki sokáig vezetett, de végül a második helyen végzett. (A bronzérmet a brit Ellen Gandy szerezte meg.)[189]
  - A férfi toronyugrás döntőjét a német Sasha Klein nyeri, megelőzve honfitársát, Patrick Hausdingot és a fehérorosz Vadim Kapturt. (Hajnal András a selejtezőben a 13. helyet érte el, de az angol Blake Aldridge visszalépése miatt ott lehetett a fináléban, és így a döntőben a 11. helyen zárt.)[190] A Reisinger Zsófia, Gondos Flóra duó a hatodik helyen végez a női 3 m-es szinkronműugrás számában, ahol az aranyérmet a címvédő olasz Tania Cagnotto, Francesca Dallapé nyeri 327,90 ponttal.[191]
- augusztus 16. – Kapás Boglárka az első helyet szerzi meg 200 méter pillangón a Szingapúrban zajló I. ifjúsági olimpián.[192]
- augusztus 18.
  - Kapás Boglárka – 2:00.99 perces idővel, a kínai Tang Ji mögött – másodikként ér célba a 200 méter női gyorsúszás döntőjében a Szingapúrban zajló I. ifjúsági olimpián.[193]
  - A Bernek Péter, Szana Zsombor, Biczó Bence, Zámbó Balázs összeállítású magyar 4x100 méteres vegyesváltó 3:47.27-es idővel a hetedik helyen zár a szingapúri ifjúsági olimpián.[193]
- augusztus 19–22. – A lengyelországi Poznańban rendezik a gyorsasági kajak-kenu világbajnokságot.[194]
- augusztus 27. – Monacóban rendezik a 2010-es UEFA-szuperkupa-döntőt.
- augusztus 28.
  - Hidvégi Vid nyeri meg az egyéni összetettben a tornászok linzi nemzetközi versenyét.[195]
  - A férfi kosárlabda-világbajnokság nyitónapja Törökországban.
- augusztus 29. – A férfi vízilabda-Európa-bajnokság nyitónapja a horvátországi Zágrábban.
- augusztus 31. – A zágrábi női vízilabda-Európa-bajnokság nyitónapja.

### Szeptember
- szeptember 4. – Böczögő Dorina és Hidvégi Vid nyeri a tornászok országos bajnokságának egyéni összetett versenyét a budapesti Tornacsarnokban.[196]
- szeptember 4. – A magyar U21-es válogatott 1–0-s vereséget szenved Wales ellen Székesfehérváron.[197]
- szeptember 7. – Bosznia-Hercegovina együttesével mérkőzik meg a magyar U21-es válogatott az Üllői úton, a mérkőzés döntetlennel zárul.[198]
- szeptember 10. – A zágrábi női vízilabda-Európa-bajnokság zárónapja.
- szeptember 11. – A zágrábi férfi vízilabda-Európa-bajnokság zárónapja.
- szeptember 12. – A törökországi férfi kosárlabda-világbajnokság zárónapja.
- szeptember 19. – október 4. – A 39. nyílt és a 24. női sakkolimpia Hanti-Manszijszkban.
- szeptember 23. – A Csehországban megrendezésre kerülő női kosárlabda-világbajnokság nyitónapja.
- szeptember 25. – Az Olaszországban zajló férfi röplabda-világbajnokság nyitónapja.

### Október

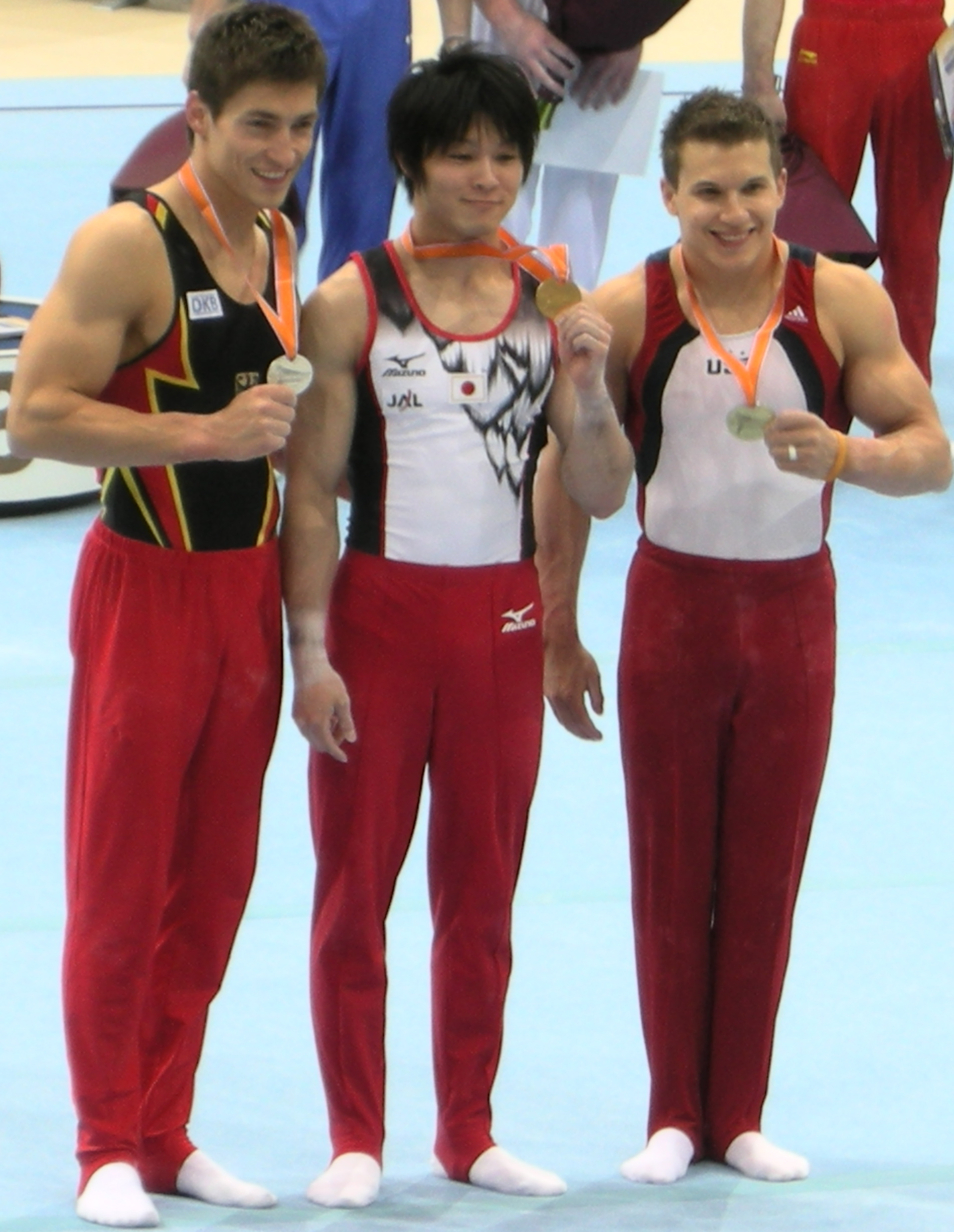
A tornászok egyéni összetett férfi világbajnokai

- október 3. – A 2010-es női kosárlabda-világbajnokság zárónapja.
- október 10. – A férfi röplabda-világbajnokság zárónapja.
- október 16–24. – Rotterdamban rendezik meg a tornász-világbajnokságot.[199]
- október 23. – Berki Krisztián 15,833 ponttal – maga mögött hagyva a brit Louis Smith-t és az ausztrál Prashanth Sellathurait – aranyérmet szerez a rotterdami tornász-világbajnokság lólengésdöntőjében.[200]
- október 27. – Ezüstérmet nyer a Márton Anna, Várhelyi Kata, Gárdos Judit, László Luca összeállítású kardválogatott az oroszországi Lobnyában zajló junior vívó-Európa-bajnokság harmadik napján.[201]
- október 30.
  - Megnyeri az úgynevezett kisdöntőt és ezzel a harmadik helyen végez a 67 kilóban versenyző MTK-s sportoló, S. Kovács Ádám a Belgrádban zajló karate-világbajnokságon. A 60 kilóban versenyző Horváth Ottó a negyedik helyen végez.[202]
  - Ungvári Miklós a budapesti Körcsarnokban megrendezésre kerülő országos  cselgáncsbajnokságon 73 kg-ban, míg öccse, Ungvári Attila 81 kg-ban nyeri el az aranyérmet. A férfiaknál a +100 kg-ban Csizmadia Zoltán, a női +78 kg-ban Tamási Ibolya végez az első helyen.[203]
  - A rövid pályás úszó Világkupa-sorozat berlini állomásán Verrasztó Evelyn 200 m vegyesen – 2:08.67 perces idővel – végez a második helyen, míg 400 m vegyesen Verrasztó Dávid – 4:04.62-vel – szintén a második helyen végez.[204]

### November
- november 12–14. – Százhalombattán rendezik az országos rövid pályás úszóbajnokságot.[205]
- november 13. – Berki Krisztián 15,425 ponttal az első helyen végez Stuttgartban a tornászok Világkupa-versenyén.[206]
- november 14. – Sebastian Vettel nyeri a 2010-es Formula–1-es világbajnokságot 256 ponttal. (A második helyen Fernando Alonso 252 ponttal, míg Mark Webber 242 ponttal a harmadik helyen végzett.)
- november 25–28. – Eindhovenben rendezik meg a rövid pályás úszó-Európa-bajnokságot.[207]
- november 25. – A rövid pályás úszó-Eb nyitónapján 200 vegyesen Verrasztó Evelyn, míg 200 m pillangón Jakabos Zsuzsanna szerzi meg az aranyérmet. (Molnár Ákos belázasodott, így vissza kellett léptetni a 100 mell elődöntőjéről.[208] A férfiaknál 400 m gyorson Paul Biedermann nyakába kerül az aranyérem, ugyanitt Zámbó Balázs – 3:48.14 perces idővel – a 11. helyen végzett. 200 m háton Yannick Lebherz lett az Európa-bajnok, Bernek Péter pedig – 1:52.81-es új országos csúccsal – a 4. helyen végzett. 200 m vegyesen Markus Deibler lett az első, Verrasztó Dávid a 7. helyen csapott a célba. Az 50 m gyors Európa-bajnoka a német Steffen Deibler lett, ugyanakkor Takács Krisztián a 8. helyet szerezte meg. A 4x50 méteren a német vegyesváltó ért elsőként célba. A nőknél az 50 m mell Európa-bajnoka a német Dorothea Brandt lett.)[209]
- november 26. – Verrasztó Dávid pályafutása első felnőtt aranyérmét nyeri a férfi 400 m-es vegyesében a rövid pályás úszó-Eb-n 4:03.06-os idővel, míg Kapás Boglárka 8:18.56 perces idővel ezüstérmet szerez 800 m gyorson.[210] (Az orosz Sztanyiszlav Donyec 50 m háton saját 22.76 másodperces rekordját javította tovább 22.74-re, így Európa-csúccsal ért célba. 100 m mellen az olasz Fabio Scozzoli, 100 m pillangón pedig a német Steffen Deibler szerezte meg az aranyérmet. A nőknél 800 m gyorson Federica Pellegrini, 200 m mellen Anasztaszija Csaun, 100 m gyorson a holland Ranomi Kromowidjojo, 100 m háton az ukrán Darina Zevina, míg 50 m pillangón Inge Dekker végzett az első helyen. A nők 4x50 m gyorsváltójában a holland csapat vitte el az aranyérmet.)[211]
- november 27. – Mutina Ágnes 400 m gyorson, Verrasztó Evelyn pedig 100 m vegyesen szerzi meg az első helyet a rövid pályás úszó-EB-n, ugyanakkor a férfiak között Biczó Bence – 1:53.75 perces idővel – bronzérmes. Ugyanezen a távon Verrasztó Dávid hetedikként zár, Bernek Péter 14. helyet szerzi meg 100 m háton, Zámbó Balázs pedig 11. 1500 m gyorson. A nőknél Kapás Boglárka 400 m gyorson a 4. végez. (Férfi 50 m mellen a holland Robin van Aggele, 100 m gyorson az orosz Danyil Izotov, 1500 m gyorson az olasz Federico Colbertaldo, míg 200 m pillangón az osztrák Dinko Jukić lett az Európa-bajnok. A nőknél 50 m háton a horvát Sanja Jovanović szerezte meg az aranyérmet, míg a 4x50 m vegyes váltóban a holland csapat diadalmaskodott.)[212]
- november 28. – A 400 vegyest Jakabos Zsuzsanna nyeri Eindhovenben 4:29.78-as idővel, 100 pillangón Jakabos negyedik, Dara Eszter a hetedik helyen végez, Verrasztó Evelyn 200 m gyorson a harmadik, Mutina Ágnes a negyedikként csap a célba. Hős Péter 50 m pillangón a 12. helyen végez. (A férfiaknál 200 m mellen a német Marco Koch végzett az első helyen, 100 m vegyesen Markus Deibler, 200 m gyorson Danyil Izotov, 100 m háton Sztanyiszlav Donyec, 50 m pillangón Steffen Deibler szerezte meg az első helyet, míg a 4x50 m gyorsváltót az orosz csapat nyerte. Nőknél a 200 m gyors Európa-bajnoka a holland Femke Heemskerk, 100 m pillangón honfitársa, Inge Dekker csapott elsőként a célba. 100 m mellen és 50 m gyorson szintén holland úszó lett az aranyérmes, Moniek Nijhuis és Ranomi Kromowidjojo személyében, míg 200 m háton a spanyol Duane Da Rrocha Marce szerzett aranyérmet.)[213]

### December
- december 2. – A Nemzetközi Labdarúgó-szövetség döntése értelmében a 2018-as labdarúgó-világbajnokságot Oroszország, a 2022-ben esedékes vb-t Katar rendezheti.[214]
- december 15–19. – Rövid pályás úszó-világbajnokság Dubajban.[215]
- december 15. – A rövid pályás úszó-világbajnokságon:
  - 200 gyorson az amerikai Ryan Lochte 1:41.08-cal nyer az orosz Danila Izotov és a tunéziai Uszáma el-Mellúli előtt.[216]
  - A 4x100 méteres férfi gyorsváltóban  Franciaország csapata szerzi meg az aranyérmet (3:04.78), míg  Oroszország alig lemaradva (3:04.82) a második, a harmadik helyen pedig  Brazília végez.[216]
  - A 200 méteres női pillangóúszás döntőjét a spanyol Mireia Belmonte Garcia nyeri 2:03.59-es eredménnyel a brit Jemma Lowe és a svéd Petra Granlund előtt.[216]
  - Mireia Belmonte Garcia szerzi meg az aranyat a 400 méteres vegyesúszásban 4:24.21-gyel, a második helyet a kínai Je Si-ven, a harmadikat a szintén kínai Li Xszüan-hszü szerzi meg. (Jakabos Zsuzsanna 4:30.44-es idővel, délelőtti eredményét megjavítva lett ötödik.)[216]
  - A 4x200-as női gyorsváltók versenyében  Kína csapata ér elsőként a célba  Ausztrália és  Franciaország előtt. (A szám magyar döntősei – Verrasztó, Mutina, Hosszú, Dara – a hetedik helyen végeztek.)[216]
- december 16. – A rövid pályás úszó-világbajnokságon:
  - A 100 m-es férfi pillangóúszásban az orosz Jevgenyij Korotiskin (50.23) 0,01 másodperccel előzi meg a venezuelai Albert Subiratsot, 0,1 másodperccel a brazil Kaio Almeidát.[217]
  - A 800 m-es gyorsúszás győztese a spanyol Erika Villaecija García – 8:11.61-es idővel –, a szintén spanyol Mireia Belmonte Garcia a második, az amerikai Kate Ziegler pedig a harmadik helyen csap a célba.[217]
  - A férfiak 4x200 m-es váltóversenyében a Nyikita Lobincsev, Danila Izotov, Jevgenyij Lagunov és Alekszander Szohorukov összetételű orosz váltó – 6:49.04-es világcsúccsal – végez az első helyen, maga mögé szorítva  USA és  Franciaország váltóját.[217]
  - A 100 méteres mellúszás győztese – 56.80-as világbajnoki csúccsal – a dél-afrikai Cameron van der Burgh, másodikként az olasz Fabio Scozzoli csap célba, a harmadik helyen a brazil Felipe Silva végez. (Gyurta Dániel 58.16-tal – valamivel elmaradva az elődöntőben elért eredményétől – a hatodik helyen végzett.)[218]
  - A női 100 méteres hátúszás világbajnoka 56.08-as világbajnoki csúccsal az amerikai Natalie Coughlin, a dobogó második és harmadik fokára kínai versenyző állhat, Csao Csing és Kao Csang.[218]
  - A férfi 400 m vegyes győztese 3:55.50-es világrekorddal az amerikai Ryan Lochte, a második helyen a tunéziai Uszáma el-Mellúli végez, míg a harmadik a szintén amerikai Scott Clary. (A döntő két magyar résztvevője közül Verrasztó Dávid 4:02.73-mal lett negyedik, Cseh László 4:04.93-mal hatodik.)[219]
  - Az 50 méteres női mellúszásban az amerikai Rebecca Soni végez az első helyen, 0,01 másodperccel megelőzve az ausztrál Leiston Pickettet; a bronzérmet a kínai Csao Csin szerzi meg.[219]
  - A férfiak 100 m-es hátúszásának győztese – 49.07-es világbajnoki rekorddal – az orosz Sztaniszlav Donyec, második a francia Camille Lacourt, harmadik a spanyol Aschwin Wildeboer Faber.[219]
- december 17. – A rövid pályás úszó-világbajnokságon:
  - A 21 éves magyar klasszis sportoló, Gyurta Dániel 2:03.47 perces idővel ezüstérmes 200 méteres mellúszásban döntőjében a 2:03.12-vel célba csapó japán Ázsia-bajnok Naoya Tomita mögött.[220]
  - 3:48.29-es idővel  Kína aranyérmet szerez a 4x100 méteres női vegyes váltók döntőjében. (A második helyen az amerikai, a harmadikon az ausztrál négyes zárt.)[221]
  - Az amerikai Ryan Lochte 1:50.08-as új világcsúccsal diadalmaskodik a 200 méteres férfi vegyesen. (Ebben a számban Cseh László és Verrasztó Dávid is indult, de egyik magyar versenyző sem jutott be a döntőbe.)[222]
  - A 100 méteres női vegyes úszást az amerikai Ariana Kukors nyeri. (Verrasztó Evelyn 1:00.19-es idejével a hatodik helyen zárt.)[223]
  - A brazil César Cielo Filho új világbajnoki csúccsal, 20.51-es idővel diadalmaskodik az 50 méteres férfi gyorsúszás döntőjében.[224]
  - Az amerikai Katie Hoff – új világbajnoki csúccsal, 3:57.07-es idővel – aranyérmet nyer a 400 méteres női gyorsúszásban, megelőzve az ausztrál Kylie Palmert és az olasz Federica Pellegrinit.[225]
  - A svéd Therese Alshammar – új világbajnoki csúccsal, 24.87-es idővel – győz az 50 méteres női pillangóúszás döntőjében, míg a 400 méter férfi gyors fináléjában a német Paul Biedermann – 3:37.06-os idővel – diadalmaskodik.[226]
  - A holland Ranomi Kromowidjojo – új világbajnoki csúccsal, 51.45-ös idővel – győz a 100 méteres női gyorsúszás számában.[227]
  - Jakabos Zsuzsanna a nyolcadik helyen (2:06.74) csap célba a 200 méteres női hátúszás döntőjében; a számot a francia Alexianne Castel nyeri 2:01.67 perces idővel.[228]
- december 18. – A rövid pályás úszó-világbajnokságon:
  - Hosszú Katinka a 4., Verrasztó Evelyn az 5. helyen végez a női 200 méteres vegyes úszás fináléjában; a számot spanyol Mireia Belmonte nyeri meg.
  - A női 100 méter mell döntőjében Rebecca Soni – új világbajnoki csúccsal (1:03.98) – szerzi meg második aranyérmét Dubajban; a második helyen ausztrál Leisel Jones, a harmadikon a kínai Csi Li-ping végez.
  - A férfi hátúszó sprinterek 50 méteres döntőjében az orosz Sztanyiszlav Donyec 22.93-as világbajnoki csúccsal végez az első helyen, megelőzve a holtversenyben a második helyen végző kínai Szün Hsziao-lejt és a spanyol Aschwin Wildeboer Fabert; ugyanakkor az 50 méter pillangó döntőjét – 22.40-es világbajnoki rekorddal – a venezuelai Albert Subirats nyeri, aki minimális előnnyel csap célba az ukrán Andrij Govorov és a német világcsúcstartó Steffen Deibler előtt.
  - 3:28.54-es világbajnoki csúccsal  Hollandia nyeri a női 4x100 méteres gyorsváltót.[229]
- december 19. – A rövid pályás úszó-világbajnokságon:
  - Az 1 500 méteres gyorsúszást a tunéziai Uszáma el-Mellúli nyeri 14.24.16-os idővel, a második helyen a dán Mads Glæsner végez, harmadikként csap célba Gyurta Gergely 14:31.47-es idővel.[230]
  - A 200 méteres gyorsúszás első helye a nagy hajrával világbajnoki csúcsot (1:52.29) úszó francia Camille Muffat-é, másodikként az amerikai Kathryn Hoff, harmadikként az ausztrál Kylie Palmer ér célba. (Verrasztó Evelyn ideje 1:55.06, amivel a hatodik helyen végzett.)[231]
  - Cseh László bronzérmes 200 pillangón a dél-afrikai Chad le Clos és a brazil Kaio Almeida mögött.[232]
  - A brazil César Cielo Filho új világbajnoki csúccsal, 45.74-es idővel diadalmaskodik a 100 méteres férfi gyorsúszás döntőjében.[233]
  - Az 50 m-es női hátúszás fináléjában a kínai Csao Csing 26.27-es idővel, új vb-rekorddal szerez aranyérmet.[233]
  - A 200 méteres férfi hátúszást az amerikaiak klasszisa, Ryan Lochte nyeri meg 1:46.68-as új világbajnoki csúccsal.[233]
  - Ryan Lochte a 100 méteres férfi vegyes úszás döntőjében 50.86-os idővel aranyérmet szerez, megelőzve a német Markus Deiblert és az orosz Szergej Feszikovot.[234]
  - A 4x100 m-es férfi vegyes váltó az  USA sikerét hozza, miután az oroszokat és a brazilokat maguk mögé utasítva állhatnak fel a dobogó legmagasabb fokára.[235]
  - Az erdélyi magyar származású amerikai Rebecca Soni új világbajnoki csúccsal, 2:16.39-es idővel diadalmaskodik a 200 méteres női mellúszás döntőjében.[236]
  - Az ausztrál Felicity Galvez új világbajnoki csúccsal, 55.43-as idővel aranyérmet szerez a 100 m-es női pillangóúszásban.[237]

## Halálozások

### Január
- január 4. – Mitró György olimpiai ezüstérmes úszó (* 1930)
- január 5. – Baranyecz András magyar bajnok kerékpározó (* 1946)
- január 8.
  - Bagonyai Attila sakknagymester (* 1964)
  - Tasnády Károly világbajnok öttusázó (* 1929)

### Február
- február 3. – Gil Merrick, angol labdarúgó (* 1922)
- február 10. – Orlando Peçanha de Carvalho, brazil labdarúgó (* 1935)
- február 11. – Roman Mihajlovics Dimitrijev, orosz birkózó (* 1949)
- február 12.
  - Nodar Kumaritasvili, grúz szánkós (* 1988)
  - Werner Krämer, német labdarúgó, az 1966-ban világbajnoki ezüstérmet nyert válogatott tagja (* 1940)
  - Luis Molowny, spanyol labdarúgó (* 1925)
- február 17. – David Lelei, kenyai atléta (* 1971)
- február 28. – Perge Ilona, magyar cselgáncsozó (* 1984)

### Március
- március 20. – Bilek István, magyar sakkozó, nagymester (* 1932)
- március 26. – Pozsonyi Lajos, válogatott jégkorongozó (* 1932)
- március 27. – Vaszilij Vasziljevics Szmiszlov, orosz sakkozó, nagymester, sakkvilágbajnok (* 1921)
- március 29. – Rajkai László, magyar válogatott jégkorongozó, szövetségi kapitány, mesteredző (* 1923)

### Április
- április 3. – Oleg Pavlovics Kopajev, orosz válogatott labdarúgó (* 1937)
- április 7. – George Nissen, amerikai tornász (* 1914)
- április 8. – Kovácsi Aladár, magyar öttusázó, vívó (* 1932)
- április 9.
  - Dario Mangiarotti, olimpiai és világbajnok olasz párbajtőrvívó (* 1915)
  - Varga Zoltán, magyar labdarúgó (* 1945)
- április 17. – Alexandru Neagu, román válogatott labdarúgó (* 1948)
- április 19. – Edwin Valero, venezuelai könnyűsúlyú bokszvilágbajnok (* 1981)
- április 23. – Natalja Alekszandrovna Lavrova, olimpiai, világ- és Európa-bajnok orosz ritmikus gimnasztikázó (* 1984)
- április 26. – Várkonyi László, magyar hegymászó (* 1956)

### Május
- május 2. – Bohumil Němeček cseh ökölvívó (* 1938)
- május 6. – Fodor Krisztina magyar golfozónő (* 1974)
- május 8. – Joaquín Capilla mexikói műugró (* 1928)
- május 19. – Harry Vos, világbajnoki ezüstérmes holland válogatott labdarúgó (* 1946)

### Június
- június 24. – Kazimierz Paździor, olimpiai és Európa-bajnok lengyel ökölvívó (* 1935)

### Július
- július 5. – Szobi Balázs, magyar kamionversenyző (* 1973)
- július 15. – Billy Loes, World Series bajnok amerikai baseballjátékos (* 1929)
- július 26. – Alekszandr Alekszandrovics Bolosev, szovjet kosárlabdázó (* 1947)
- július 27. – Karl Elsener, svájci válogatott labdarúgókapus (* 1934)
- július 28. – Móna István, magyar öttusázó, vívó (* 1940)

### Augusztus
- augusztus 10. – Antonio Pettigrew amerikai atléta (* 1967)
- augusztus 22. – Stjepan Bobek horvát származású jugoszláv labdarúgó (* 1923)
- augusztus 29. – Peter Lenz, amerikai motorversenyző (* 1997)
- augusztus 30. – Francisco Varallo argentin labdarúgó (* 1910)
- augusztus 31. – Laurent Fignon francia kerékpáros (* 1960)

### Szeptember
- szeptember 5. – Tomizava Sója japán motorversenyző (* 1990)

### Október
- október 22. – José Casas Gris, Európa-bajnok spanyol válogatott labdarúgókapus (* 1931)
- október 23. – Francis Crippen amerikai hosszútávúszó (* 1984)
- október 29. – Antonio Mariscal mexikói műugró, edző, a Mexikói Olimpiai Bizottság tiszteletbeli tagja (* 1915)

### November
- november 15. – Ángel Cabrera, uruguayi válogatott labdarúgó (* 1939)
- november 20. – Danny McDevitt, World Series bajnok amerikai baseballjátékos (* 1932)
- november 27. – Marcel Flückiger, svájci válogatott labdarúgó (* 1927)

### December
- december 5. – Samil Gaszanovics Burzijev, orosz labdarúgó (* 1985)
- december 16. – Kazimir Hnatow, francia válogatott labdarúgó, edző (* 1929)